# NASCAR Cup Series 2019
Navigation
2018 2020

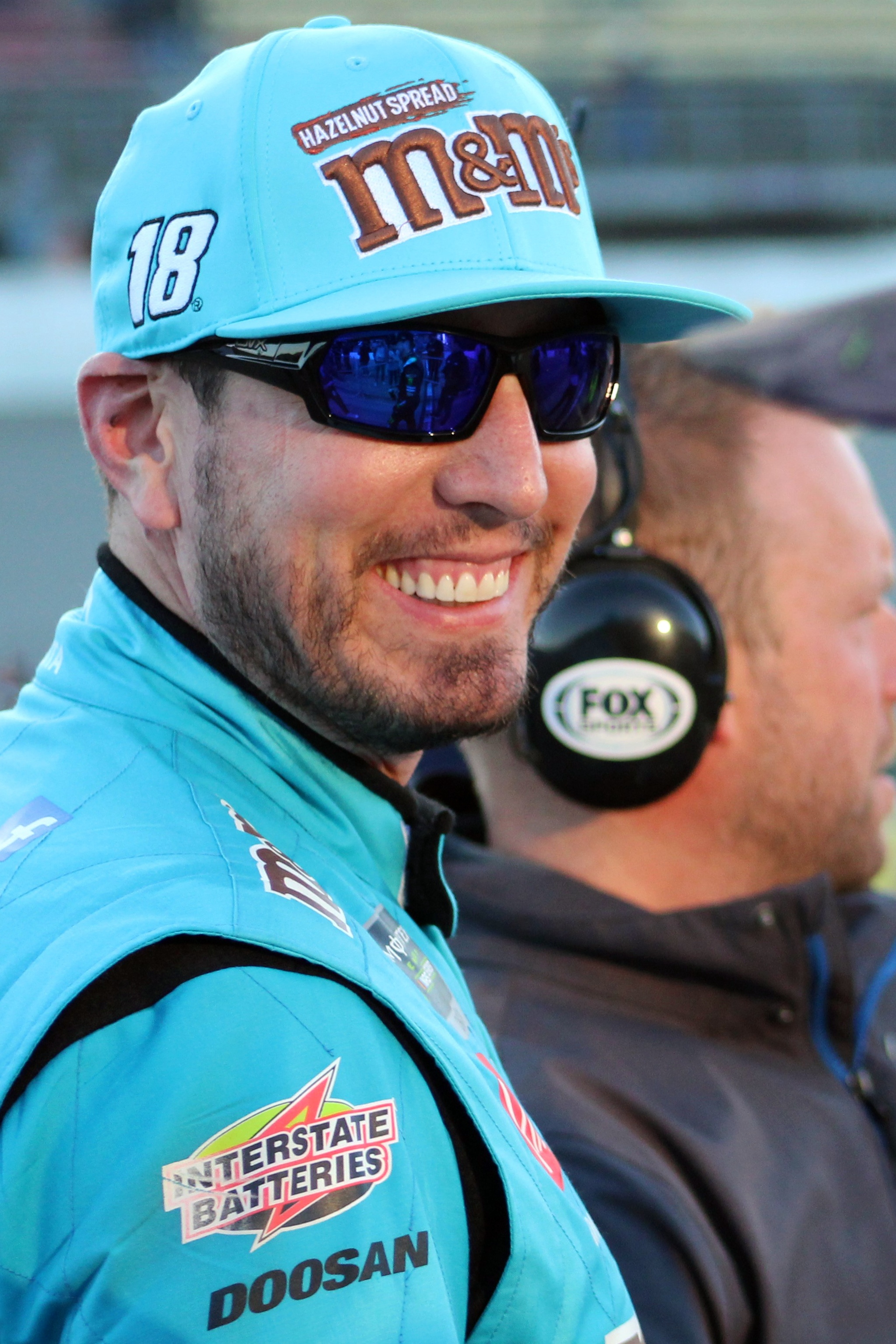
Kyle Busch, vainqueur de la NASCAR Cup Series 2019.

Le NASCAR Cup Series 2019 est la 71e édition du championnat organisé par la NASCAR aux États-Unis et la 48e édition saison de l'ère moderne.
L'événement étant sponsorisé par la société Monster Energy, le nom officiel du championnat sera la Monster Energy NASCAR Cup Series 2019
La saison débute au Daytona International Speedway par la course d'exhibition Advance Auto Parts Clash, le Can-Am Duel, et le 61e Daytona 500. La saison régulière se terminera en septembre 2019 avec le Brickyard 400. Les playoffs se termineront le 17 novembre 2019 avec le Ford EcoBoost 400 se déroulant sur l'Homestead-Miami Speedway.
Joey Logano y défend son titre de champion au sein de l'écurie Penske Racing.
Cette saison est d'une part, la cinquième année du contrat de dix ans liant la NASCAR avec les chaînes de télévision Fox Sports et NBC Sports et d'autre part la quatrième année du contrat de 5 ans la liant avec tous les circuits,.
En France, la NASCAR est diffusée par Automoto La chaîne (ex-AB Moteurs) comme en 2018.
Le manufacturier Ford utilisera pour la première fois la Mustang GT (6e génération) en remplacement de la Ford Fusion.

## Les quatre premiers de 2019

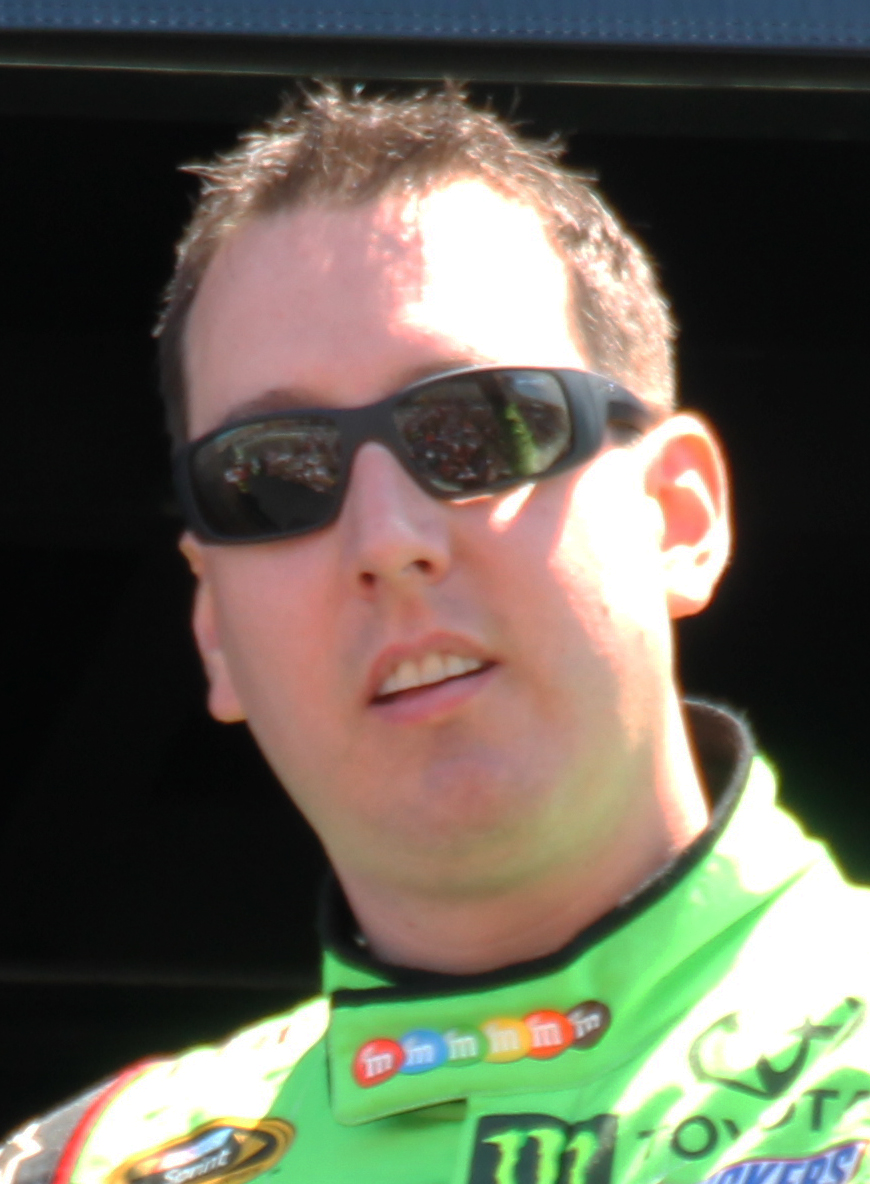
Kyle Busch vainqueur 2019
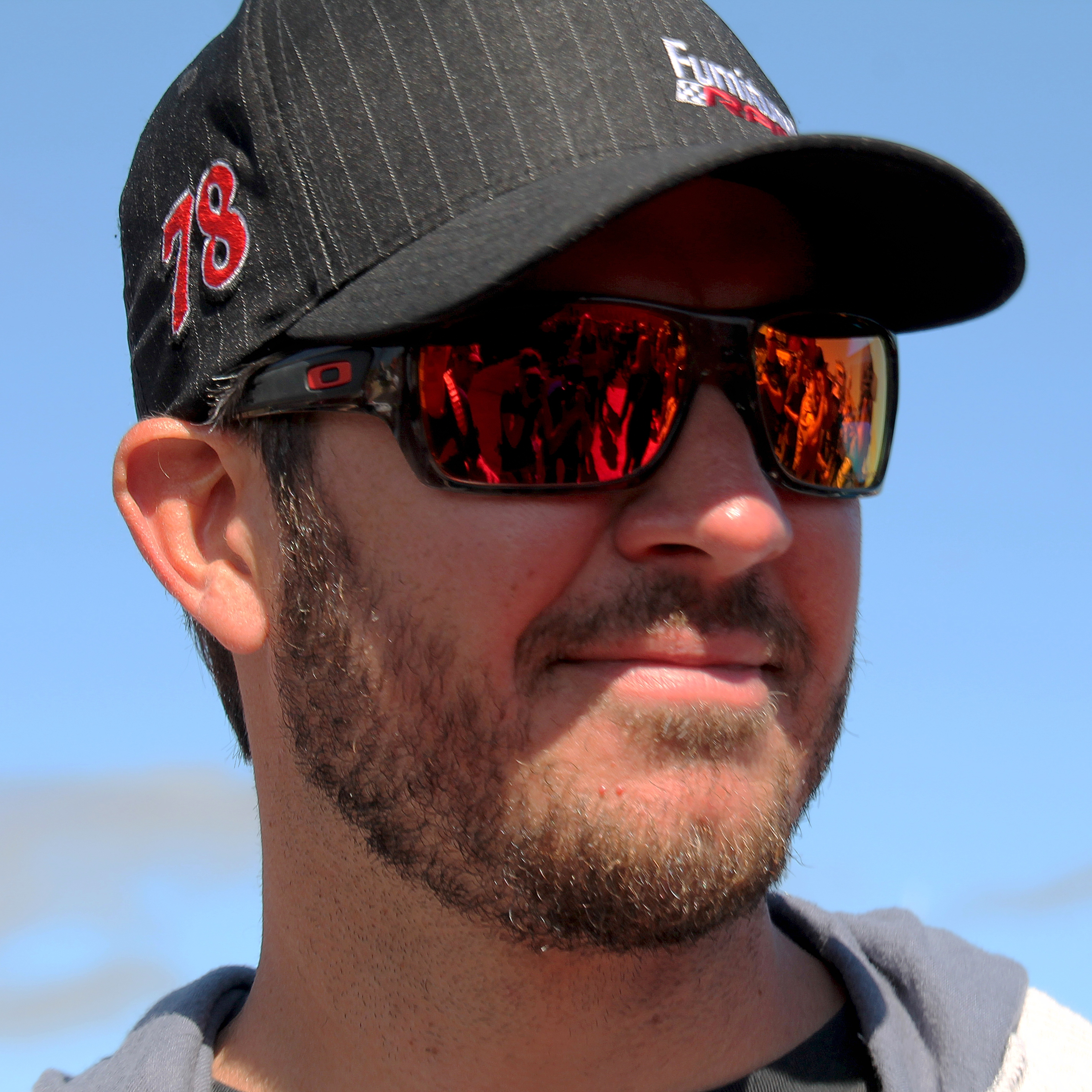
Martin Truex Jr., 2e à 5 points
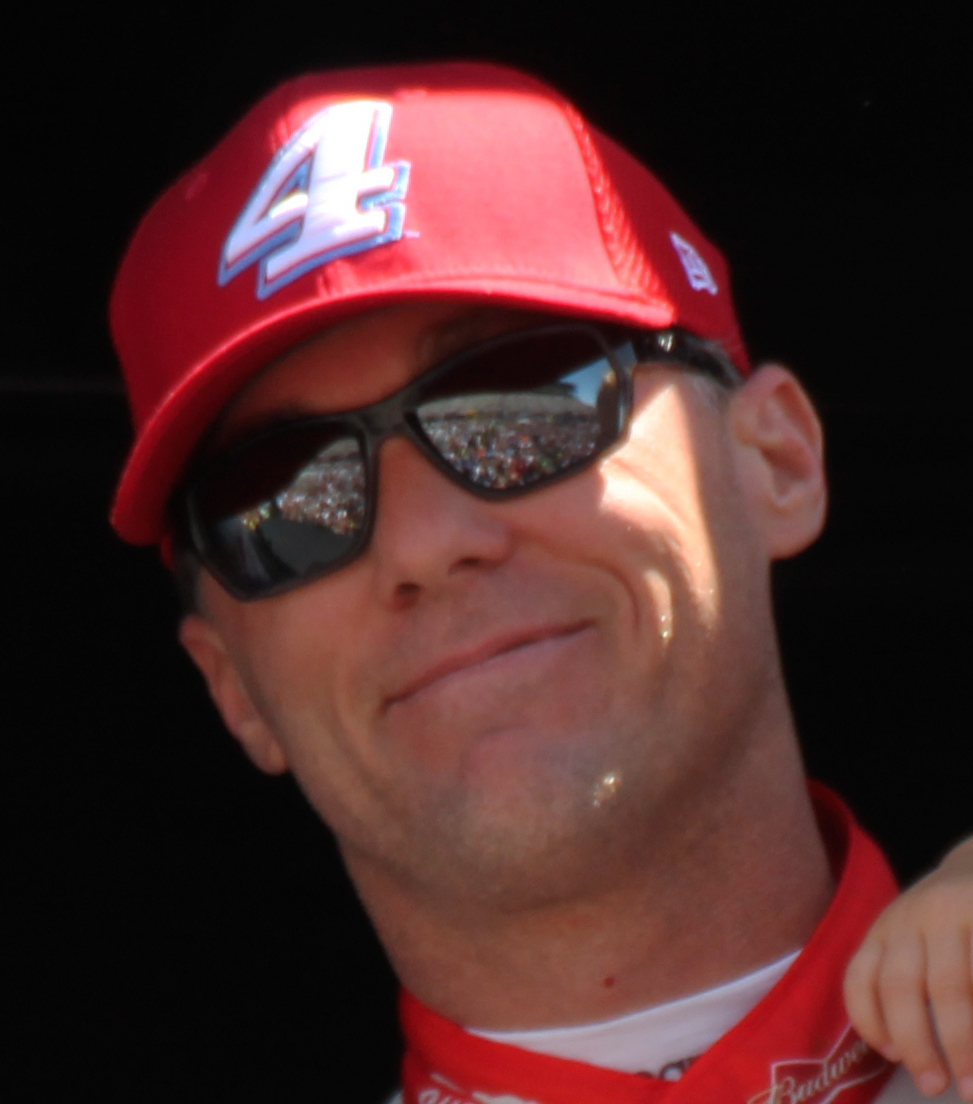
Kevin Harvick, 3e à 7 points
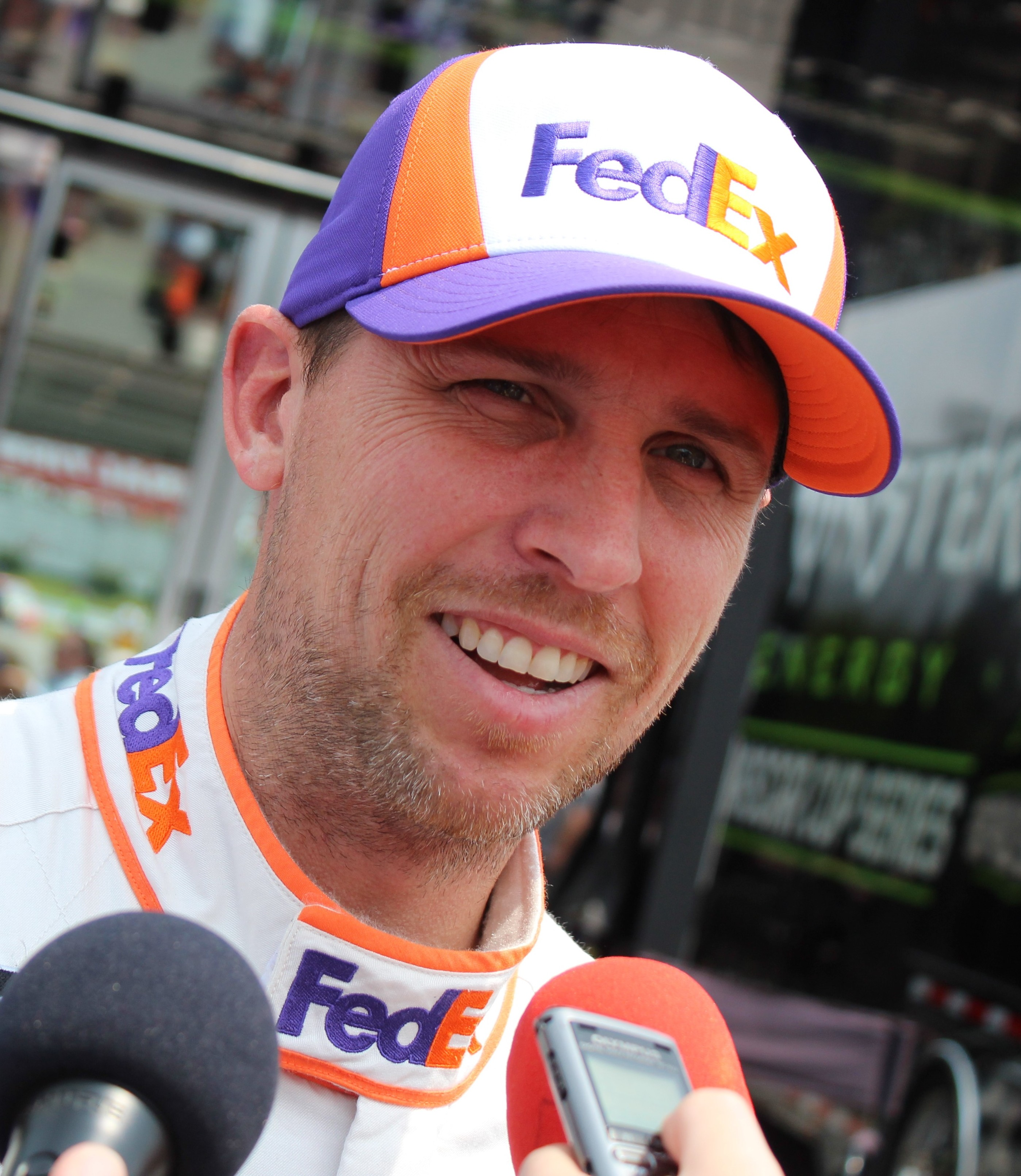
Denny Hamlin, 4e à 13 points

## Attribution des points
Le 23 janvier 2017, à l'occasion d'une conférence de presse, la NASCAR annonçait que le format des courses et le système d'attribution des points avaient été modifiés.
Depuis, toutes les courses de la NASCAR Cup Series sont divisées en trois parties :
- première et seconde parties : environ 1/4 de la distance totale (les deux parties ont le même nombre de tours).
- troisième partie : environ 1/2 de la distance totale.

En cas de mauvais temps, de couvre-feu ou d'obscurité, la troisième partie peut être annulée et la course considérée comme terminée après les deux premières parties de course.
Une mise en pause de la compétition se tiendra à la fin de chaque partie pendant laquelle les coureurs pourront éventuellement prendre un arrêt avant le redémarrage de l'étape suivante.
Les dix premiers pilotes à la fin des deux premières parties de course recevront des points comptant pour le championnat (10 pour le premier, 9 pour le second... et 1 pour le dixième).
Le vainqueur final de la course (donc arrivant premier en fin de troisième partie) recevra 40 points. Les pilotes suivants recevront des points selon une échelle dégressive allant de 35 points pour le 2e jusqu'à 2 points pour le 35e et 1 point pour les pilotes classés 36e à 40e. Le gagnant de chaque partie collecte également un point de playoff tandis que le gagnant final en reçoit 5.

## Les équipes et leurs pilotes

### Équipes affrétées
| Icône | Légende    |
| ----- | ---------- |
| R     | Rookie Cup |

| Manufacturier        | Écurie                     | Numéro | Pilote                   | Chef d'équipe                                                                        |
| -------------------- | -------------------------- | ------ | ------------------------ | ------------------------------------------------------------------------------------ |
| Chevrolet            | Chip Ganassi Racing        | 1      | Kurt Busch               | Matt McCall                                                                          |
| Chevrolet            | Chip Ganassi Racing        | 42     | Kyle Larson              | Chad Johnston                                                                        |
| Chevrolet            | Germain Racing (en)        | 13     | Ty Dillon                | Matt Borland 32 Justin Alexander 4                                                   |
| Chevrolet            | Hendrick Motorsports       | 9      | Chase Elliott            | Alan Gustafon                                                                        |
| Chevrolet            | Hendrick Motorsports       | 24     | William Byron            | Chad Knaus                                                                           |
| Chevrolet            | Hendrick Motorsports       | 48     | Jimmie Johnson           | Kevin Meendering 21 Cliff Daniels 15                                                 |
| Chevrolet            | Hendrick Motorsports       | 88     | Alex Bowman              | Greg Ives                                                                            |
| Chevrolet            | JTG Daugherty Racing       | 37     | Chris Buescher           | Trent Owens                                                                          |
| Chevrolet            | JTG Daugherty Racing       | 47     | Ryan Preece R            | Tristan Smith 30 Eddie Pardue 6                                                      |
| Chevrolet            | Premium Motorsports (en)   | 15     | Ross Chastain 32         | Peter Sospenzo 1 Pat Tryson 35                                                       |
| Chevrolet            | Premium Motorsports (en)   | 15     | Garrett Smithley 1       | Peter Sospenzo 1 Pat Tryson 35                                                       |
| Chevrolet            | Premium Motorsports (en)   | 15     | Quin Houff 1             | Peter Sospenzo 1 Pat Tryson 35                                                       |
| Chevrolet            | Premium Motorsports (en)   | 15     | Joe Nemechek 2           | Peter Sospenzo 1 Pat Tryson 35                                                       |
| Chevrolet            | Richard Childress Racing   | 3      | Austin Dillon            | Justin Alexander                                                                     |
| Chevrolet            | Richard Childress Racing   | 8      | Daniel Hemric (en) R     | Luke Lambert 35 Justin Alexander 1                                                   |
| Chevrolet            | Richard Petty Motorsports  | 43     | Darrell Wallace Jr. (en) | Drew Blickensderfer                                                                  |
| Chevrolet            | StarCom Racing (en)        | 00     | Landon Cassill (en)      | Joe Williams Jr. 35 Wayne Carroll Jr. 1                                              |
| Chevrolet            | Spire Motorsports (en)     | 77     |                          |                                                                                      |
| Chevrolet            | Spire Motorsports (en)     | 77     | Quin Houff (en) 13       | Scott Eggleston 1 Peter Sospenzo 23 Tommy Baldwin Jr. 12                             |
| Chevrolet            | Spire Motorsports (en)     | 77     | Jamie McMurray 1         | Scott Eggleston 1 Peter Sospenzo 23 Tommy Baldwin Jr. 12                             |
| Chevrolet            | Spire Motorsports (en)     | 77     | Garrett Smithley (en) 4  | Scott Eggleston 1 Peter Sospenzo 23 Tommy Baldwin Jr. 12                             |
| Chevrolet            | Spire Motorsports (en)     | 77     | Reed Sorenson 11         | Scott Eggleston 1 Peter Sospenzo 23 Tommy Baldwin Jr. 12                             |
| Chevrolet            | Spire Motorsports (en)     | 77     | D. J. Kennington 1       | Scott Eggleston 1 Peter Sospenzo 23 Tommy Baldwin Jr. 12                             |
| Chevrolet            | Spire Motorsports (en)     | 77     | Justin Haley 3           | Scott Eggleston 1 Peter Sospenzo 23 Tommy Baldwin Jr. 12                             |
| Chevrolet            | Spire Motorsports (en)     | 77     | Blake Jones 1            | Scott Eggleston 1 Peter Sospenzo 23 Tommy Baldwin Jr. 12                             |
| Chevrolet            | Spire Motorsports (en)     | 77     | Timmy Hill 2             | Scott Eggleston 1 Peter Sospenzo 23 Tommy Baldwin Jr. 12                             |
|                      |                            |        |                          |                                                                                      |
| Ford                 | Front Row Motorsports      | 34     | Michael McDowell         | Derrick Finley                                                                       |
| Ford                 | Front Row Motorsports      | 36     | Matt Tifft (en) 3 R      | Mike Kelley 20 Seth Barbour 16                                                       |
| Ford                 | Front Row Motorsports      | 36     | Matt Crafton 1           | Mike Kelley 20 Seth Barbour 16                                                       |
| Ford                 | Front Row Motorsports      | 36     | John Hunter Nemechek 3   | Mike Kelley 20 Seth Barbour 16                                                       |
| Ford                 | Front Row Motorsports      | 38     | David Ragan              | Seth Barbour 20 Mike Kelley 16                                                       |
| Ford                 | Go Fas Racing (en)         | 32     | Corey LaJoie             | Randy Cox                                                                            |
| Ford                 | Roush Fenway Racing        | 6      | Ryan Newman              | Scott Graves                                                                         |
| Ford                 | Roush Fenway Racing        | 17     | Ricky Stenhouse Jr.      | Brian Pattie                                                                         |
| Ford                 | Stewart-Haas Racing        | 4      | Kevin Harvick            | Rodney Childers                                                                      |
| Ford                 | Stewart-Haas Racing        | 10     | Aric Almirola            | Johnny Klausmeier                                                                    |
| Ford                 | Stewart-Haas Racing        | 14     | Clint Bowyer             | Mike Bugarewicz                                                                      |
| Ford                 | Stewart-Haas Racing        | 41     | Daniel Suárez            | Billy Scott                                                                          |
| Ford                 | Team Penske                | 2      | Brad Keselowski          | Paul Wolfe                                                                           |
| Ford                 | Team Penske                | 12     | Ryan Blaney              | Jeremy Bullins                                                                       |
| Ford                 | Team Penske                | 22     | Joey Logano              | Todd Gordon                                                                          |
| Ford                 | Wood Brothers Racing       | 21     | Paul Menard              | Greg Erwin                                                                           |
|                      |                            |        |                          |                                                                                      |
| Toyota               | Joe Gibbs Racing           | 11     | Denny Hamlin             | Chris Gabehart                                                                       |
| Toyota               | Joe Gibbs Racing           | 18     | Kyle Busch               | Adam Stevens                                                                         |
| Toyota               | Joe Gibbs Racing           | 19     | Martin Truex Jr.         | Cole Pearn                                                                           |
| Toyota               | Joe Gibbs Racing           | 20     | Erik Jones               | Chris Gayle                                                                          |
| Toyota               | Leavine Family Racing (en) | 95     | Matt DiBenedetto (en)    | Mike Wheeler                                                                         |
|                      |                            |        |                          |                                                                                      |
| Chevrolet 17 Ford 19 | Petty Ware Racing (en)     | 51     | Cody Ware (en) 11        | George Church 6 Mike Hillman Jr. 25 Lee Leslie 4 Jason Houghtaling 1                 |
| Chevrolet 17 Ford 19 | Petty Ware Racing (en)     | 51     | B. J. McLeod (en) 11     | George Church 6 Mike Hillman Jr. 25 Lee Leslie 4 Jason Houghtaling 1                 |
| Chevrolet 17 Ford 19 | Petty Ware Racing (en)     | 51     | Gray Gaulding (en) 1     | George Church 6 Mike Hillman Jr. 25 Lee Leslie 4 Jason Houghtaling 1                 |
| Chevrolet 17 Ford 19 | Petty Ware Racing (en)     | 51     | Jeb Burton (en) 1        | George Church 6 Mike Hillman Jr. 25 Lee Leslie 4 Jason Houghtaling 1                 |
| Chevrolet 17 Ford 19 | Petty Ware Racing (en)     | 51     | Bayley Currey (en) 2     | George Church 6 Mike Hillman Jr. 25 Lee Leslie 4 Jason Houghtaling 1                 |
| Chevrolet 17 Ford 19 | Petty Ware Racing (en)     | 51     | Kyle Weatherman (en) 1   | George Church 6 Mike Hillman Jr. 25 Lee Leslie 4 Jason Houghtaling 1                 |
| Chevrolet 17 Ford 19 | Petty Ware Racing (en)     | 51     | J. J. Yeley 4            | George Church 6 Mike Hillman Jr. 25 Lee Leslie 4 Jason Houghtaling 1                 |
| Chevrolet 17 Ford 19 | Petty Ware Racing (en)     | 51     | Andy Seuss (en) 1        | George Church 6 Mike Hillman Jr. 25 Lee Leslie 4 Jason Houghtaling 1                 |
| Chevrolet 17 Ford 19 | Petty Ware Racing (en)     | 51     | Austin Theriault 2       | George Church 6 Mike Hillman Jr. 25 Lee Leslie 4 Jason Houghtaling 1                 |
| Chevrolet 17 Ford 19 | Petty Ware Racing (en)     | 51     | Josh Bilicki (en) 1 R    | George Church 6 Mike Hillman Jr. 25 Lee Leslie 4 Jason Houghtaling 1                 |
| Chevrolet 17 Ford 19 | Petty Ware Racing (en)     | 51     | Garrett Smithley (en) 1  | George Church 6 Mike Hillman Jr. 25 Lee Leslie 4 Jason Houghtaling 1                 |
| Chevrolet 19 Ford 17 | Rick Ware Racing           | 52     | Cody Ware (en) 2         | Mike Hillman Sr. 8 George Church 12 Lee Leslie 11 Jason Houghtaling 4 Jeff Spraker 1 |
| Chevrolet 19 Ford 17 | Rick Ware Racing           | 52     | B. J. McLeod (en) 5      | Mike Hillman Sr. 8 George Church 12 Lee Leslie 11 Jason Houghtaling 4 Jeff Spraker 1 |
| Chevrolet 19 Ford 17 | Rick Ware Racing           | 52     | Bayley Currey (en) 8     | Mike Hillman Sr. 8 George Church 12 Lee Leslie 11 Jason Houghtaling 4 Jeff Spraker 1 |
| Chevrolet 19 Ford 17 | Rick Ware Racing           | 52     | Jeb Burton (en) 1        | Mike Hillman Sr. 8 George Church 12 Lee Leslie 11 Jason Houghtaling 4 Jeff Spraker 1 |
| Chevrolet 19 Ford 17 | Rick Ware Racing           | 52     | Stanton Barrett 1        | Mike Hillman Sr. 8 George Church 12 Lee Leslie 11 Jason Houghtaling 4 Jeff Spraker 1 |
| Chevrolet 19 Ford 17 | Rick Ware Racing           | 52     | J. J. Yeley 5            | Mike Hillman Sr. 8 George Church 12 Lee Leslie 11 Jason Houghtaling 4 Jeff Spraker 1 |
| Chevrolet 19 Ford 17 | Rick Ware Racing           | 52     | Josh Bilicki (en) 3 R    | Mike Hillman Sr. 8 George Church 12 Lee Leslie 11 Jason Houghtaling 4 Jeff Spraker 1 |
| Chevrolet 19 Ford 17 | Rick Ware Racing           | 52     | Austin Theriault 3       | Mike Hillman Sr. 8 George Church 12 Lee Leslie 11 Jason Houghtaling 4 Jeff Spraker 1 |
| Chevrolet 19 Ford 17 | Rick Ware Racing           | 52     | Kyle Weatherman (en) 1   | Mike Hillman Sr. 8 George Church 12 Lee Leslie 11 Jason Houghtaling 4 Jeff Spraker 1 |
| Chevrolet 19 Ford 17 | Rick Ware Racing           | 52     | Garrett Smithley (en) 6  | Mike Hillman Sr. 8 George Church 12 Lee Leslie 11 Jason Houghtaling 4 Jeff Spraker 1 |
| Chevrolet 19 Ford 17 | Rick Ware Racing           | 52     | Spencer Boyd 1           | Mike Hillman Sr. 8 George Church 12 Lee Leslie 11 Jason Houghtaling 4 Jeff Spraker 1 |
| Source.              |                            |        |                          |                                                                                      |

### Équipes non-affrétées (programme limité)
| Manufacturier      | Écurie                     | Numéro | Pilote                 | Chef d'équipe                                         | Nbr. |
| ------------------ | -------------------------- | ------ | ---------------------- | ----------------------------------------------------- | ---- |
| Chevrolet          | Beard Motorsports (en)     | 62     | Brendan Gaughan (en)   | Darren Shaw                                           | 4    |
| Chevrolet          | Tommy Baldwin Racing (en)  | 71     | Ryan Truex (en)        | Tommy Baldwin Jr.                                     | 1    |
| Chevrolet          | Germain Racing (en)        | 27     | Casey Mears            | Pat Tryson                                            | 1    |
| Chevrolet          | Premium Motorsports (en)   | 27     | Reed Sorenson          | Ryan Sieg                                             | 14   |
| Chevrolet          | Premium Motorsports (en)   | 27     | Ross Chastain          | Ryan Sieg                                             | 3    |
| Chevrolet          | Premium Motorsports (en)   | 27     | Quin Houff (en)        | Ryan Sieg                                             | 3    |
| Chevrolet          | Premium Motorsports (en)   | 27     | Joe Nemechek           | Ryan Sieg                                             | 5    |
| Chevrolet          | Premium Motorsports (en)   | 27     | Ryan Sieg (en)         | Ryan Sieg                                             | 1    |
| Chevrolet          | Richard Childress Racing   | 31     | Tyler Reddick          | Justin Alexander                                      | 2    |
|                    |                            |        |                        |                                                       |      |
| Toyota             | MBM Motorsports (en)       | 46     | Joey Gase (en)         | Mark Labretone                                        | 1    |
| Toyota             | MBM Motorsports (en)       | 66     | Joey Gase (en)         | Brian Keselowski8 George Church 7 Ryan Bell 1         | 10   |
| Toyota             | MBM Motorsports (en)       | 66     | Timmy Hill (en)        | Brian Keselowski8 George Church 7 Ryan Bell 1         | 6    |
| Toyota             | Gaunt Brothers Racing (en) | 96     | Parker Kligerman (en)  | Mark Hillman                                          | 14   |
| Toyota             | Gaunt Brothers Racing (en) | 96     | Drew Herring (en)      | Mark Hillman                                          | 1    |
| Toyota             | XCI Racing                 | 81     | Jeffrey Earnhardt (en) | Jacob Canter                                          | 1    |
|                    |                            |        |                        |                                                       |      |
| Chevrolet 9 Ford 6 | Rick Ware Racing           | 53     | B. J. McLeod (en)      | Lee Leslie 6 Jason Houghtaling 7 Mike Hillman Sr. 2   | 2    |
| Chevrolet 9 Ford 6 | Rick Ware Racing           | 53     | Josh Bilicki (en)      | Lee Leslie 6 Jason Houghtaling 7 Mike Hillman Sr. 2   | 6    |
| Chevrolet 9 Ford 6 | Rick Ware Racing           | 53     | Joey Gase (en)         | Lee Leslie 6 Jason Houghtaling 7 Mike Hillman Sr. 2   | 1    |
| Chevrolet 9 Ford 6 | Rick Ware Racing           | 53     | Spencer Boyd (en)      | Lee Leslie 6 Jason Houghtaling 7 Mike Hillman Sr. 2   | 2    |
| Chevrolet 9 Ford 6 | Rick Ware Racing           | 53     | J. J. Yeley            | Lee Leslie 6 Jason Houghtaling 7 Mike Hillman Sr. 2   | 4    |
| Chevrolet 2 Ford 2 | Rick Ware Racing           | 54     | J. J. Yeley            | Jeff Spraker 1 Mike Hillman Sr. 1 Jason Houghtaling 2 | 2    |
| Chevrolet 2 Ford 2 | Rick Ware Racing           | 54     | Garrett Smithley (en)  | Jeff Spraker 1 Mike Hillman Sr. 1 Jason Houghtaling 2 | 2    |

## Changements

### Équipes
- 14 mars 2018 : la société Lowe's annonce qu'après la saison 2018, il mettra fin aux 17 années de sponsoring de la voiture no 48 de la Hendrick Motorsports conduite par Jimmie Johnson[6]. Le 28 octobre 2018, Hendrick Motorsports déclare que la société Ally Financial a signé un contrat de deux ans de sponsoring pour la voiture 48. Ce partenariat débutera en 2019. Ally Financial avait déjà sponsorisé l'équipe Hendrick lorsque celle-ci portait le nom de GMAC[7].
- 5 août 2018 : l'équipe Leavine Family Racing (en) annonce que l'alliance technique avec la Richard Childress Racing prendra fin après la saison 2018[8] et le 9 octobre annonce qu'elle va signer un accord technique avec la Joe Gibbs Racing en 2019[9].
- 23 août 2018 : la Front Row Motorsports rachète pour un montant de 2,08 millions d'US$, la majorité des actifs de l'équipe BK Racing (en) déclarée en faillite. Grâce à ce rachat, FRM engagera une troisième équipe lors de la saison 2019[10]. Celle-ci est officiellement présentée le 27 novembre 2018 avec la voiture Ford no 36 qui sera pilotée par Matt Tifft[11].
- 3 septembre 2018 : l'équipe Obaika Racing (en) déclare qu'elle va participer à quelques courses lors de la saison 2018 avant de réaliser un programme complet pour la saison 2019[12].
- 4 septembre 2018 : la Furniture Row Racing déclare qu'elle cesse ses activités après la saison 2018[13].
- 16 novembre 2018 : Timmy Hill déclare que la MBM Motorsports tentera d’inscrire deux voitures au Daytona 500 de 2019, Hill pilotant la voiture Toyota no 66[14].
- 26 novembre 2018 : la Tommy Baldwin Racing annonce leur renaissance et qu'il vont courir le Daytona 500 ainsi que d’autres courses[15].
- 27 novembre 2018 : la Rick Ware Racing laisse entendre qu'ils pourraient, après leur voiture no 51 louée auprès de la Richard Petty Motorsports, courir avec une seconde voiture en 2019[16]. Le 5 décembre 2018, Cody Ware déclare que RWR a acquis un charter pour la voiture no 52[17].
- 4 décembre 2018 : la société Spire Sports + Entertainment reprend la place détenue auparavant par Furniture Row Racing. la nouvelle équipe roulera avec la voiture Chevrolet no 77 lors de la saison 2019. Un pilote, un chef d'équipe, une assistance technique et un sponsor doivent encore être annoncés[18],[19].
- 11 décembre 2018 : la NY Racing Team (en) annonce qu'il réutiliseront Ford comme manufacturier en 2019.
- 14 décembre 2018 : lors de la conférence de presse du cinquantenaire de la Richard Childress Racing, il est annoncé que la voiture no 31 sera remplacée par la no 8 en 2019, la même voiture utilisée par Daniel Hemric lorsqu'il participa à ses deux premières courses de Cup series en 2018[20],[21] De plus, RCR annonce que le charter qu'ils louaient à la StarCom Racing leur avait été vendu[22],[21],[23].
- La société StarCom Racing ayant acquis le 36e et dernière charter de la Richard Childress Racing, TriStar Motorsports reste avec un programme incomplet pour la saison 2019[23].
- 17 décembre 2018 : la StarCom Racing annonce qu'ils déménagent à Salisbury, Caroline du Nord, et qu'ils ont amélioré leur contrat moteur avec la ECR Engines, filiale de la Richard Childress Racing[23].
- 5 février 2019 : la Germain Racing annonce qu'ils présenteront une seconde équipe au Daytona 500 de 2019. La Chevrolet no 27 a été montée en collaboration avec Jay Robinson, propriétaire de l'écurie Premium Motorsports[24].
- 14 février 2019 : la société Xtreme Concepts Inc. annonce qu'elle a monté l'écurie XCI Racing laquelle participera à deux courses en 2019, celle du Texas, l'O'Reilly Auto Parts 500 et celle de Talladega, le GEICO 500 avec la voiture Toyota no 81. L'écurie a conclu une alliance technique avec la Joe Gibbs Racing[25]

### Pilotes
- 10 août 2018 : le contrat de Kurt Busch avec la Stewart-Haas Racing expirant fin de saison 2018, celui-ci entre en contact avec diverses autres équipes[26].
- 16 août 2018 : Kasey Kahne arrêtera de conduire une voiture à temps plein après la saison 2018[27].
- 4 septembre 2018 : la voiture no 78 de la Furniture Row Racing va arrêter après la saison 2018 ce qui fait de Martin Truex Jr. un pilote libre pour la saison 2019[13]. Le 7 novembre 2018, on annonce que Truex rejoindra la Joe Gibbs Racing en 2019 en remplacement de Daniel Suárez au volant de la voiture no 19[28].
- 7 septembre 2018 : Matt DiBenedetto (en) retourne chez Go Fas Racing (en) en 2019[29].
- 10 septembre 2018 : Jamie McMurray ne pilotera plus pour Chip Ganassi Racing en 2019[30] CGR a offert un contrat à McMurray pour piloter lors du Daytona 500 de 2019 avant de passer à une position de leadership avec l'équipe[31].
- 12 septembre 2018 : Trevor Bayne ne continuera pas chez Roush Fenway Racing en 2019[32]. Le 7 octobre 2018, Matt Kenseth, qui partageait la voiture Ford no 6 avec Bayne, déclare qu'il n'a pas encore de plan pour courir après la saison 2018[33].
- 15 septembre 2018 : Ryan Newman ne continuera pas chez Richard Childress Racing en 2019[34]. Le 21 septembre 2018, il est confirmé que Newman ne rejoindra pas la Roush Fenway Racing pour piloter à temps plein la voiture no 6 en remplacement de Bayne et Kenseth[35].
- 25 septembre 2018 : A. J. Allmendinger ne poursuit pas chez JTG Daugherty Racing en 2019[36]. Trois jours plus tard, l'équipe annonce que c'est Ryan Preece qui prendra le volant de la voiture no 47 et qu'il va concourir pour le titre de Rookie de la saison en 2019[37].
- 28 septembre 2018 : Daniel Hemric (en) va remplacer Ryan Newman au volant de la voiture no 31 chez Richard Childress Racing et participera à la lutte pour le  Rookie de la saison 2019[38].
- 6 octobre 2018 : Ross Chastain continuera à piloter la Chevrolet no 15 de Premium Motorsports (en) mais son propriétaire (Jay Robinson) déclare qu'il ne retiendra pas son pilote si une meilleure possibilité se présente pour lui[39].
- 10 octobre 2018 : Leavine Family Racing (en) annonce que Matt DiBenedetto a signé un contrat de deux ans pour piloter la voiture Toyota no 95[9].
- 25 octobre 2018 : David Ragan déclare qu'il aimerait retourner piloter pour la Front Row Motorsports en 2019[40].
- 12 novembre 2018 : Cole Whitt (en) annonce sa retraite de la NASCAR après la saison 2018 chez TriStar Motorsports (en)[41].
- 21 novembre 2018 : Jeffrey Earnhardt (en) pilotera à temps plein la voiture Toyota Camry no 96 de Gaunt Brothers Racing (en) après avoir remporté le prix du pilote le plus populaire en 2018.
- 27 novembre 2018 : Front Row Motorsports annonce que Matt Tifft sera le pilote de sa voiture Ford no 36 et qu'il entrera en compte pour le titre de Rookie de la saison 2019[11],[42].
- 2 décembre 2018 : Kurt Busch déclare qu'il quitte la Stewart-Haas Racing en 2019[43],[42]. Le 4 décembre 2018, Busch et le sponsor Monster Energy signent un contrat d’un an avec la Chip Ganassi Racing pour piloter la Chevrolet no 1. Il semble que la saison 2019 sera la dernière saison complète en NASCAR pour Kurt Busch sauf si la saison 2019 se déroule particulièrement bien et qu'un accord avec Chip Ganassi n'intervienne pour rouler en 2020[44],[45].
- 3 décembre 2018 : Obaika Racing annonce que Tanner Berryhill pilotera sa voiture Toyota no 97 et qu'il entrera en compte pour le titre de Rookie de la saison 2019[46],[42].
- 11 décembre 2018 : J. J. Yeley pilotera la Ford Mustang de l'écurie NY Racing Team (en) en 2019.
- 17 décembre 2018 : StarCom Racing annonce que Landon Cassill sera leur pilote à temps plein pour la saison 2019[23],[47].
- 17 décembre 2018 : Corey LaJoie sera le pilote à temps plein de l'écurie Go Fas Racing[48].
- 7 janvier 2019 : l'écurie Stewart-Haas Racing annonce que c'est Daniel Suárez qui pilotera leur voiture Ford no 41 pour la saison 2019[49].
- 16 janvier 2019 : Ryan Truex déclare qu'il retourne chez MENCS pour y piloter la voiture no 71 de l'écurie Tommy Baldwin Racing lors du Daytona 500[50].
- 16 janvier 2019 : MBM Motorsports annonce que Joey Gase pilotera la voiture no 66 pendant 90 % de la saison 2019[51].
- 16 janvier 2019 : l'écurie Rick Ware Racing annonce avoir planifié Mike Wallace (en) au volant de leur voiture no 52 pour les courses d'Atlanta, de l'Auto Club et de Las Vegas avec de possibles courses supplémentaires[52].
- 16 janvier 2019 : la MBM Motorsports annonce que Joey Gase sera leur pilote pour 90 % de leur programme complet de 2019 au volant de la voiture no 66[53].
- 16 janvier 2019 : l'écurie Rick Ware Racing annonce que Mike Wallace pilotera leur voiture no 52 à Atlanta. Les courses de l'Auto Club et de Las Vegas pourraient être ajoutées au programme[52].
- 18 janvier 2019 : l'écurie Spire Motorsports déclare que pour leurs premières courses en NASCAR, c'est Jamie McMurray qui pilotera leur voiture Chevrolet no 40 au Daytona 500 ainsi qu'au Cessna, Bass Pro Shops, et au McDonald. La voiture portera le no 77 après le Daytona 500[54].
- 22 janvier 2019 : Quin Houff pilotera partiellement la Chevrolet no 77 de la Spire Motorsports en 2019. La première course sera le TicketGuardian 500 sur le circuit ISM Raceway, le 10 mars[55].
- 25 janvier 2019 : Cody Ware pilotera la voiture Chevrolet no 51 de la Rick Ware Racing au Daytona 500[56].
- 1er février 2019 : l'écurie Richard Childress Racing annonce que Tyler Reddick pilotera leur voiture Chevrolet no 31 lors du Daytona 500[57],[58].
- 5 février 2019 : l'écurie Germain Racing annonce qu'elle va affréter sa seconde voiture Chevrolet no 27 laquelle sera pilotée par Casey Mears au Daytona 500[59].
- 14 février 2019 : l'écurie XCI Racing a annoncé que leur voiture Toyota no 81 sera pilotée par Jeffrey Earnhardt lors de deux courses en 2019[25].

### Chefs d'équipe
- 4 septembre 2018 : la voiture no 78 de la Furniture Row Racing cesse ses activités après la saison 2018 libérant Cole Pearn (en) pour 2019[13]. Le 7 novembre 2018, la Joe Gibbs Racing annonce que Pearn va rejoindre le staff de l'équipe de Martin Truex Jr. et la voiture no 19 en 2019[28].
- 10 octobre 2018 : la Hendrick Motorsports annonce que pour le début de la saison 2019, Chad Knaus (en) sera déplacé vers la voiture no 24 pour devenir le chef d'équipe de William Byron tandis que Kevin Meendering venant de JR Motorsports (en) deviendra le chef d'écurie de Jimmie Johnson. Darian Grubb (en), qui était le chef d'écurie de Byron en 2018 reste chez Hendrick Motorsports mais comme directeur technique[60].
- 23 octobre 2018 : la Roush Fenway Racing annonce que Scott Graves, ancien chef d'équipe de la Joe Gibbs Racing, remplacera Matt Puccia (en) comme chef d'équipe de la voiture no 6 pilotée par Ryan Newman. RFR travaille sur le futur rôle de Puccia au sein de la team[61].
- 16 novembre 2018 : Denny Hamlin a tweeté qu'il se séparera de son chef d'équipe Mike Wheeler (en) en fin de saison 2018[62]. Il est annoncé plus tard que Wheeler va rejoindre l'écurie Leavine Family Racing (en) et la voiture no 95 en 2019[63].
- 26 novembre 2018 : Danny Stockman remplacera Justin Alexander comme chef d’écurie d'Austin Dillon pour la saison 2019. Stockman était le chef d'écurie de Dillon lorsqu'il pilotait en Camping World Truck Series et en Xfinity Series[64],[42].
- 27 novembre 2018 : la Leavine Family Racing (en) annonce que Mike Wheeler sera le chef d'écurie de la voiture no 95 en 2019[65],[42].
- 14 janvier 2019 : Drew Blickensderfer (en), ancien chef d'équipe chez la Richard Petty Motorsports, arrive au sein de la Front Row Motorsports comme chef d’équipe de la voiture Ford no 34 qui sera pilotée par Michael McDowell[66].
- 15 janvier 2019 : la StarCom Racing (en) annonce que Wayne Carroll devient le chef d’équipe de leur voiture no OO. Tony Furr, qui occupait cette place la saison passée part au sein de l'écurie Mullins Racing évoluant en ARCA Racing Series[67].
- 31 janvier 2019 : l'écurie Richard Petty Motorsports annonce qu'ils ont promu leur ingénieur principal Derek Stamets au poste de chef d'équipe pour leur voiture Chevrolet no 43 pilotée par Darrell Wallace Jr. (en)[68].
- 5 février 2019 : Pat Tryson (en) qui sera le chef d'équipe de la voiture Chevrolet 27 de l'écurie Germain Racing (en) laquelle sera pilotée par Casey Mears au Daytona 500 2019[24].

### Manufacturiers
- Après l'arrêt de la production de la Ford Fusion, le manufacturier Ford utilisera une nouvelle voiture basée sur la Ford Mustang GT de 6e génération[4].
- 10 octobre 2018 : la Leavine Family Racing (en) déclare qu'ils rouleront en Toyota la saison 2019 en lieu et place de la Chevrolet[8].
- Pour la saison 2019, l'écurie Rick Ware Racing utilisera des voitures de marque Ford et Chevrolet, abandonnant la marque Toyota. Elle avait utilisé des voitures des trois marques en 2018.

### Règlement
- 2 octobre 2018 : la NASCAR annonce un nouveau paquet de règles pour la saison 2019. Les véhicules devront présenter une entretoise conique plus petite qui réduira la puissance du moteur de 750 ch (560 kW) à 550 ch (410 kW) pour les pistes de plus d'1 milles (1,609 km) afin de favoriser des courses plus serrées. Cela comprendra également un becquet plus haut de 8 pouces (20,32 cm) sur 61 pouces (154,94 cm), un pan de radiateur plus large avec 37 pouces (93,98 cm) à l'avant et 31 pouces (78,74 cm) à l'arrière, et un séparateur avec un débord de 2 pouces (5,08 cm)[69].
- Outre les modifications aérodynamiques, toutes les courses actuelles avec plaque de restriction (à l'exception de la course 2019 du Daytona 500) n'utiliseront plus les règles traditionnelles relatives à ces plaques de restriction mais utiliseront le nouveau package 2019 incluant l'effet des modifications aérodynamiques et des restrictions moteur. Les voitures rouleront donc pour la première fois depuis 1987 à Talladega et à Daytona sans plaque de restriction traditionnelles[69],[70].
- En même temps, la NASCAR va réduire de quatre à trois le nombre de tests annuels des organisations et également de quatre à trois les tests des pneus Goodyear.
- 8 octobre 2018 : la NASCAR annonce que la trackbar ajustable par le conducteur ne sera plus autorisée pour la saison 2019[71].
- 4 février 2019 : la NASCAR annonce que, pour ses trois compétitions (Cup, Xfinity et Camping World Truck Series), les victoires acquises avec des voitures non conformes seront annulées. Après chaque course, les voitures du premier et du deuxième ainsi qu'une troisième voiture tirée au sort, seront inspectées sur place (cette inspection devrait durer entre 90 et 120 minutes, ce qui implique que le vainqueur de la course ne sera officiellement proclamé qu'après ce délai). En 2018, en cas de voiture non conforme, la victoire était maintenue mais elle n'était pas qualificative pour les playoffs et les points étaient enlevés. En 2019, la position à l'arrivée sera annulée et la voiture sera classée dernière de la course. Les points acquis lors de cette course seront annulés. Il en sera de même les points de segments, les points de playoffs et la qualification pour les playoffs ou pour le tour suivant[72].
- 4 février 2019 : la NASCAR annonce un changement pour les qualifications sur la majorité de ses circuits. Sur les short tracks et les speedways intermédiaires, le premier tour de qualification sera raccourci passant de 15 à 10 minutes tandis que les 2e et 3e tours resteront respectivement à 10 et 5 minutes. Les délais entre chaque tour seront réduits passant de 7 à 5 minutes. Pour les Superspeedways, il n'y aura toujours pas de délais entre les tours de qualification, les pilotes ne disposant que d'un seul tour de circuit pour se qualifier (par tour de qualification). Deux tours de qualification sont toujours prévus pour les circuits routiers respectivement de 25 et 10 minutes[73].

## Calendrier 2019 et podium des courses
Le programme de la saison 2019 dévoilé le 3 avril 2018 n'apporte aucun changement par rapport à celui de la saison 2018.
Cependant, c'est le circuit dans sa configuration originale de 2,12 miles qui sera d'application pour la course du Sonoma Raceway (comme avant la saison 1998).
| N°                                          | Date          | Nom de la course                       | Circuit                                                             | Premier | Second | Troisième | Pole position | + tours en tête | Marque | Résumés                                 |
| ------------------------------------------- | ------------- | -------------------------------------- | ------------------------------------------------------------------- | --- | --- | --- | --- | --- | --- | --------------------------------------- |
| HC                                          | 10 février    | Clash Advance Auto Parts               | Daytona International Speedway, Daytona Beach, Floride              | Jimmie Johnson | Brad Keselowski | Joey Logano | Paul Menard | Paul Menard | Chevrolet | Clash 2019 (en)                         |
| HC                                          | 14 février    | Can-Am Duel 1                          | Daytona International Speedway, Daytona Beach, Floride              | Kevin Harvick | Ricky Stenhouse Jr | Paul Menard | William Byron | Kevin Harvick | Ford | Can-Am Duels 2019                       |
| HC                                          | 14 février    | Can-Am Duel 2                          | Daytona International Speedway, Daytona Beach, Floride              | Joey Logano | Clint Bowyer | Aric Almirola | Alex Bowman | Clint Bowyer | Ford | Can-Am Duels 2019                       |
| 1                                           | 17 février    | Daytona 500                            | Daytona International Speedway, Daytona Beach, Floride              | Denny Hamlin | Kyle Busch | Erik Jones | William Byron | Matt DiBenedetto (en) | Toyota | Daytona 500 2019 (en)                   |
| 2                                           | 24 février    | Folds of Honor QuikTrip 500            | Atlanta Motor Speedway, Hampton, Georgie                            | Brad Keselowski | Martin Truex Jr. | Kurt Busch | Aric Almirola | Kyle Larson | Ford | Folds of Honor 500 2019 (en)            |
| 3                                           | 3 mars        | Pennzoil 400                           | Las Vegas Motor Speedway, Las Vegas, Nevada                         | Joey Logano | Brad Keselowski | Kyle Busch | Kevin Harvick | Kevin Harvick | Ford | Pennzoil 400 2019                       |
| 4                                           | 10 mars       | TicketGuardian 500                     | ISM Raceway, Avondale, Arizona                                      | Kyle Busch | Martin Trues Jr. | Ryan Blaney | Ryan Blaney | Kyle Busch | Toyota | TicketGuardian 500 2019 (en)            |
| 5                                           | 17 mars       | Auto Club 400                          | Auto Club Speedway, Fontana, Californie                             | Kyle Busch | Joey Logano | Brad Keselowski | Austin Dillon | Kyle Busch | Toyota | Auto Club 400 2019 (en)                 |
| 6                                           | 24 mars       | STP 500                                | Martinsville Speedway, Ridgeway, Virginie                           | Brad Keselowski | Chase Elliott | Kyle Busch | Joey Logano | Brad Keselowski | Ford | STP 500 2019 (en)                       |
| 7                                           | 31 mars       | O'Reilly Auto Parts 500                | Texas Motor Speedway, Fort Worth, Texas                             | Denny Hamlin | Clint Bowyer | Daniel Suárez | Jimmie Johnson | Kyle Busch | Toyota | O'Reilly Auto Parts 500 2019 (en)       |
| 8                                           | 7 avril       | Food City 500                          | Bristol Motor Speedway, Bristol, Tennessee                          | Kyle Busch | Kurt Busch | Joey Logano | Chase Elliott | Ryan Blaney | Toyota | Food City 500 2019 (en)                 |
| 9                                           | 13 avril      | Toyota Owners 400                      | Richmond International Raceway, Richmond, Virginie                  | Martin Truex Jr. | Joey Logano | Clint Bowyer | Kevin Harvick | Martin Truex Jr. | Toyota | Toyota Owners 400 2019 (en)             |
| 10                                          | 28 avril      | GEICO 500                              | Talladega Superspeedway, Lincoln, Alabama                           | Chase Elliott | Alex Bowman | Ryan Preece | Austin Dillon | Chase Elliott | Chevrolet | GEICO 500 2019 (en)                     |
| 11                                          | 5 mai         | Gander RV 400                          | Dover International Speedway, Dover, Delaware                       | Martin Truex Jr. | Alex Bowman | Kyle Larson | Chase Elliott | Chase Elliott | Toyota | Gander RV 400 2019 (en)                 |
| 12                                          | 11 mai        | Digital Ally 400                       | Kansas Speedway, Kansas City, Kansas                                | Brad Keselowski | Alex Bowman | Erik Jones | Kevin Harvick | Kevin Harvick | Ford | Digital Ally 400 2019 (en)              |
| HC                                          | 18 mai        | Monster Energy Open                    | Charlotte Motor Speedway, Concord, Caroline du Nord                 | Qualifiés pour la All-Star race : William Byron (1er segment) - Darrell Wallace Jr. (en) (2e segment) - Kyle Larson (3e segment) - Alex Bowman (vote du public) | Qualifiés pour la All-Star race : William Byron (1er segment) - Darrell Wallace Jr. (en) (2e segment) - Kyle Larson (3e segment) - Alex Bowman (vote du public) | Qualifiés pour la All-Star race : William Byron (1er segment) - Darrell Wallace Jr. (en) (2e segment) - Kyle Larson (3e segment) - Alex Bowman (vote du public) | Qualifiés pour la All-Star race : William Byron (1er segment) - Darrell Wallace Jr. (en) (2e segment) - Kyle Larson (3e segment) - Alex Bowman (vote du public) | Qualifiés pour la All-Star race : William Byron (1er segment) - Darrell Wallace Jr. (en) (2e segment) - Kyle Larson (3e segment) - Alex Bowman (vote du public) | Qualifiés pour la All-Star race : William Byron (1er segment) - Darrell Wallace Jr. (en) (2e segment) - Kyle Larson (3e segment) - Alex Bowman (vote du public) | All-Star Race 2019 (en)                 |
| HC                                          | 18 mai        | Monster Energy NASCAR All-Star Race    | Charlotte Motor Speedway, Concord, Caroline du Nord                 | Kyle Larson | Kevin Harvick | Kyle Busch | Clint Bowyer | Kevin Harvick | Chevrolet | All-Star Race 2019 (en)                 |
| 13                                          | 26 mai        | Coca-Cola 600                          | Charlotte Motor Speedway, Concord, Caroline du Nord                 | Martin Truex Jr. | Joey Logano | Kyle Busch | William Byron | Martin Truex Jr. | Toyota | Coca-Cola 600 2019 (en)                 |
| 14                                          | 2 juin        | Pocono 400                             | Pocono Raceway, Long Pond, Pennsylvanie                             | Kyle Busch | Brad Keselowski | Erik Jones | William Byron | Kyle Busch | Toyota | Pocono 400 2019 (en)                    |
| 15                                          | 9 juin        | FireKeepers Casino 400                 | Michigan International Speedway, Brooklyn, Michigan                 | Joey Logano | Kurt Busch | Martin Truex Jr. | Joey Logano | Joey Logano | Ford | FireKeepers Casino 400 2019 (en)        |
| 16                                          | 23 juin       | Toyota/Save Mart 350                   | Sonoma Raceway, Sonoma, Californie                                  | Martin Truex Jr. | Kyle Busch | Ryan Blaney | Kyle Larson | Martin Truex Jr. | Toyota | Toyota Save/Mart 350 2019 (en)          |
| 17                                          | 30 juin       | Camping World 400                      | Chicagoland Speedway, Joliet, Illinois                              | Alex Bowman | Kyle Larson | Joey Logano | Austin Dillon | Kevin Harvick | Chevrolet | Camping World 400 2019 (en)             |
| 18                                          | 6 juillet     | Coke Zero Sugar 400                    | Daytona International Speedway, Daytona Beach, Floride              | Justin Haley | Kyle Larson | Jimmie Johnson | Joey Logano | Austin Dillon | Chevrolet | Coke Zero Sugar 400 2019 (en)           |
| 19                                          | 13 juillet    | Quaker State 400 presented by Walmart  | Kentucky Speedway, Sparta, Kentucky                                 | Kurt Busch | Kyle Busch | Erik Jones | Daniel Suárez | Kyle Busch | Chevrolet | Quaker State 400 2019 (en)              |
| 20                                          | 21 juillet    | Foxwoods Resort Casino 301             | New Hampshire Motor Speedway, Loudon, New Hampshire                 | Kevin Harvick | Denny Hamlin | Erik Jones | Brad Keselowski | Kyle Busch | Ford | Foxwoods Resort Casino 301 2019 (en)    |
| 21                                          | 28 juillet    | Gander Outdoors 400                    | Pocono Raceway, Long Pond, Pennsylvanie                             | Denny Hamlin | Erik Jones | Martin Truex Jr. | Kevin Harvick | Kevin Harvick | Toyota | Gander Outdoors 400 2019 (Pocono) (en)  |
| 22                                          | 4 août        | Go Bowling at The Glen                 | Watkins Glen International, Watkins Glen, New York                  | Chase Elliott | Martin Truex Jr. | Denny Hamlin | Chase Elliott | Chase Elliott | Chevrolet | Go Bowling at The Glen 2019 (en)        |
| 23                                          | 11 août       | Consumers Energy 400                   | Michigan International Speedway, Brooklyn, Michigan                 | Kevin Harvick | Denny Hamlin | Kyle Larson | Brad Keselowski | Brad Keselowski | Ford | Consumers Energy 400 2019 (en)          |
| 24                                          | 17 août       | Bass Pro Shops NRA Night Race          | Bristol Motor Speedway, Bristol, Tennessee                          | Denny Hamlin | Matt DiBenedetto (en) | Brad Keselowski | Denny Hamlin | Matt DiBenedetto (en) | Toyota | Bass Pro Shops NRA Night Race 2019 (en) |
| 25                                          | 1er septembre | Bojangles' Southern 500                | Darlington Raceway, Darlington, Caroline du Sud                     | Erik Jones | Kyle Larson | Kyle Busch | William Byron | Kyle Busch | Toyota | Bojangles' Southern 500 2019 (en)       |
| 26                                          | 8 septembre   | Big Machine Vodka 400 at the Brickyard | Indianapolis Motor Speedway, Speedway, Indiana                      | Kevin Harvick | Joey Logano | Darrell Wallace Jr. (en) | Kevin Harvick | Kevin Harvick | Ford | Brickyard 400 2019 (en)                 |
| N°                                          | Date          | Nom de la course                       | Circuit                                                             | Premier | Second | Troisième | Pole position | + tours en tête | Marque | Résumés                                 |
| Séries éliminatoires - 16 pilotes impliqués |               |                                        |                                                                     | | | | | | |                                         |
| 27                                          | 15 septembre  | South Point 400                        | Las Vegas Motor Speedway, Las Vegas, Nevada                         | Martin Truex Jr. | Kevin Harvick | Brad Keselowski | Clint Bowyer | Joey Logano | Toyota | South Point 400 2019 (en)               |
| 28                                          | 21 septembre  | Federated Auto Parts 400               | Richmond International Raceway, Richmond, Virginie                  | Martin Truex Jr. | Kyle Busch | Denny Hamlin | Brad Keselowski | Kyle Busch | Toyota | Federated Auto Parts 400 2019 (en)      |
| 29                                          | 29 septembre  | Bank of America Roval 400              | Charlotte Motor Speedway, Concord, Caroline du Nord (circuit Roval) | Chase Elliott | Alex Bowman | Kevin Harvick | William Byron | Chase Elliott | Ford | Bank of America Roval 400 2019 (en)     |
| Séries éliminatoires - 12 pilotes impliqués |               |                                        |                                                                     | | | | | | |                                         |
| 30                                          | 6 octobre     | Drydene 400                            | Dover International Speedway, Dover, Delaware                       | Kyle Larson | Martin Truex Jr. | Alex Bowman | Denny Hamlin | Denny Hamlin | Chevrolet | Gander Outdoors 400 2019 (en)           |
| 31                                          | 13 octobre    | 1000Bulbs.com 500                      | Talladega Superspeedway, Lincoln, Alabama                           | Ryan Blaney | Ryan Newman | Denny Hamlin | Chase Elliott | Ryan Blaney | Ford | 1000Bulbs.com 500 2019 (en)             |
| 32                                          | 20 octobre    | Hollywood Casino 400                   | Kansas Speedway, Kansas City, Kansas                                | Denny Hamlin | Chase Elliott | Kyle Busch | Daniel Hemric | Denny Hamlin | Toyota | Hollywood Casino 400 2019 (en)          |
| Séries éliminatoires - 8 pilotes impliqués  |               |                                        |                                                                     | | | | | | |                                         |
| 33                                          | 27 octobre    | First Data 500                         | Martinsville Speedway, Ridgeway, Virginie                           | Martin Truex Jr. | William Byron | Brad Keselowski | Denny Hamlin | Martin Truex Jr. | Toyota | First Data 500 2019 (en)                |
| 34                                          | 3 novembre    | AAA Texas 500                          | Texas Motor Speedway, Fort Worth, Texas                             | Kevin Harvick | Aric Almirola | Daniel Suárez | Kevin Harvick | Kevin Harvick | Ford | AAA Texas 500 2019 (en)                 |
| 35                                          | 10 novembre   | Bluegreen Vacations 500                | ISM Raceway, Avondale, Arizona                                      | Denny Hamlin | Kyle Busch | Ryan Blaney | Kyle Busch | Denny Hamlin | Toyota | Bluegreen Vacations 500 2019 (en)       |
| Finale - 4 pilotes impliqués                |               |                                        |                                                                     | | | | | | |                                         |
| 36                                          | 17 novembre   | Ford EcoBoost 400                      | Homestead-Miami Speedway, Homestead, Floride                        | Kyle Busch | Martin Truex Jr. | Kevin Harvick | Denny Hamlin | Kyle Busch | Toyota | Ford EcoBoost 400 2019 (en)             |
| N°                                          | Date          | Nom de la course                       | Circuit                                                             | Premier | Second | Troisième | Pole position | + tours en tête | Marque | Résumés                                 |

## Classements du championnat

### Classement des pilotes
| Abréviations | Significations                                  |
| ------------ | ----------------------------------------------- |
| (R)          | Rookie                                          |
| DNP          | N'a pas participé                               |
| INJ          | Blessé ou malade                                |
| EX           | Exclu                                           |
| DNA          | N'est pas arrivé                                |
| Gras         | Pole position                                   |
| *            | Pilote ayant le plus mené lors de la course.    |
|              | Qualifié pour le Round suivant                  |
|              | Éliminé après le Challenger Round (Round of 16) |
|              | Éliminé après le Contender Round (Round of 12)  |
|              | Éliminé après l'Eliminator Round (Round of 8)   |

| Couleurs | Résultats                           |
| -------- | ----------------------------------- |
| Or       | Vainqueur                           |
| Argent   | Classé entre la 2e et la 5e place   |
| Bronze   | Classé entre la 6e et la 10e place  |
| Vert     | Classé entre la 11e et la 20e place |
| Bleu     | Classé 21e ou pire                  |

| Couleurs | Résultats                                              |
| -------- | ------------------------------------------------------ |
| Violet   | N'a pas fini (DNF)                                     |
| Noir     | Disqualifié (DSQ)                                      |
| Rose     | Non qualifié (DNQ)                                     |
| Brun     | Abandonné la course (Wth)                              |
| Blanc    | Qualifié pour un autre pilote (QL)                     |
| Blanc    | Qualifié mais remplacé à la suite d'une blessure (INQ) |

| Pilotes ayant disputé le titre de champion de la Nascar Cup Series 2019 | Pilotes ayant disputé le titre de champion de la Nascar Cup Series 2019 | Pilotes ayant disputé le titre de champion de la Nascar Cup Series 2019 | Pilotes ayant disputé le titre de champion de la Nascar Cup Series 2019 | Pilotes ayant disputé le titre de champion de la Nascar Cup Series 2019 | Pilotes ayant disputé le titre de champion de la Nascar Cup Series 2019 | Pilotes ayant disputé le titre de champion de la Nascar Cup Series 2019 | Pilotes ayant disputé le titre de champion de la Nascar Cup Series 2019 | Pilotes ayant disputé le titre de champion de la Nascar Cup Series 2019 | Pilotes ayant disputé le titre de champion de la Nascar Cup Series 2019 | Pilotes ayant disputé le titre de champion de la Nascar Cup Series 2019 | Pilotes ayant disputé le titre de champion de la Nascar Cup Series 2019 | Pilotes ayant disputé le titre de champion de la Nascar Cup Series 2019 | Pilotes ayant disputé le titre de champion de la Nascar Cup Series 2019 | Pilotes ayant disputé le titre de champion de la Nascar Cup Series 2019 | Pilotes ayant disputé le titre de champion de la Nascar Cup Series 2019 | Pilotes ayant disputé le titre de champion de la Nascar Cup Series 2019 | Pilotes ayant disputé le titre de champion de la Nascar Cup Series 2019 | Pilotes ayant disputé le titre de champion de la Nascar Cup Series 2019 | Pilotes ayant disputé le titre de champion de la Nascar Cup Series 2019 | Pilotes ayant disputé le titre de champion de la Nascar Cup Series 2019 | Pilotes ayant disputé le titre de champion de la Nascar Cup Series 2019 | Pilotes ayant disputé le titre de champion de la Nascar Cup Series 2019 | Pilotes ayant disputé le titre de champion de la Nascar Cup Series 2019 | Pilotes ayant disputé le titre de champion de la Nascar Cup Series 2019 | Pilotes ayant disputé le titre de champion de la Nascar Cup Series 2019 | Pilotes ayant disputé le titre de champion de la Nascar Cup Series 2019 | Pilotes ayant disputé le titre de champion de la Nascar Cup Series 2019 | Pilotes ayant disputé le titre de champion de la Nascar Cup Series 2019 | Pilotes ayant disputé le titre de champion de la Nascar Cup Series 2019 | Pilotes ayant disputé le titre de champion de la Nascar Cup Series 2019 | Pilotes ayant disputé le titre de champion de la Nascar Cup Series 2019 | Pilotes ayant disputé le titre de champion de la Nascar Cup Series 2019 | Pilotes ayant disputé le titre de champion de la Nascar Cup Series 2019 | Pilotes ayant disputé le titre de champion de la Nascar Cup Series 2019 | Pilotes ayant disputé le titre de champion de la Nascar Cup Series 2019 | Pilotes ayant disputé le titre de champion de la Nascar Cup Series 2019 | Pilotes ayant disputé le titre de champion de la Nascar Cup Series 2019 | Pilotes ayant disputé le titre de champion de la Nascar Cup Series 2019 | Pilotes ayant disputé le titre de champion de la Nascar Cup Series 2019 | Pilotes ayant disputé le titre de champion de la Nascar Cup Series 2019 | Pilotes ayant disputé le titre de champion de la Nascar Cup Series 2019 | Pilotes ayant disputé le titre de champion de la Nascar Cup Series 2019 | Pilotes ayant disputé le titre de champion de la Nascar Cup Series 2019 | Pilotes ayant disputé le titre de champion de la Nascar Cup Series 2019 | Pilotes ayant disputé le titre de champion de la Nascar Cup Series 2019 |
| ----------------------------------------------------------------------- | ----------------------------------------------------------------------- | ----------------------------------------------------------------------- | ----------------------------------------------------------------------- | ----------------------------------------------------------------------- | ----------------------------------------------------------------------- | ----------------------------------------------------------------------- | ----------------------------------------------------------------------- | ----------------------------------------------------------------------- | ----------------------------------------------------------------------- | ----------------------------------------------------------------------- | ----------------------------------------------------------------------- | ----------------------------------------------------------------------- | ----------------------------------------------------------------------- | ----------------------------------------------------------------------- | ----------------------------------------------------------------------- | ----------------------------------------------------------------------- | ----------------------------------------------------------------------- | ----------------------------------------------------------------------- | ----------------------------------------------------------------------- | ----------------------------------------------------------------------- | ----------------------------------------------------------------------- | ----------------------------------------------------------------------- | ----------------------------------------------------------------------- | ----------------------------------------------------------------------- | ----------------------------------------------------------------------- | ----------------------------------------------------------------------- | ----------------------------------------------------------------------- | ----------------------------------------------------------------------- | ----------------------------------------------------------------------- | ----------------------------------------------------------------------- | ----------------------------------------------------------------------- | ----------------------------------------------------------------------- | ----------------------------------------------------------------------- | ----------------------------------------------------------------------- | ----------------------------------------------------------------------- | ----------------------------------------------------------------------- | ----------------------------------------------------------------------- | ----------------------------------------------------------------------- | ----------------------------------------------------------------------- | ----------------------------------------------------------------------- | ----------------------------------------------------------------------- | ----------------------------------------------------------------------- | ----------------------------------------------------------------------- | ----------------------------------------------------------------------- | ----------------------------------------------------------------------- |
| Pos.                                                                    | Pilote                                                                  | Pts                                                                     | Seg                                                                     | Bonus                                                                   |                                                                         | DAY                                                                     | ATL                                                                     | LAS                                                                     | ISM                                                                     | FON                                                                     | MAR                                                                     | TEX                                                                     | BRI                                                                     | RCH                                                                     | TAL                                                                     | DOV                                                                     | KAN                                                                     | CHA                                                                     | POC                                                                     | MCH                                                                     | SON                                                                     | CHI                                                                     | DAY                                                                     | KEN                                                                     | NHA                                                                     | POC                                                                     | GLN                                                                     | MCH                                                                     | BRI                                                                     | DAR                                                                     | IND                                                                     |                                                                         | LAS                                                                     | RIC                                                                     | CHA                                                                     |                                                                         | DOV                                                                     | TAL                                                                     | KAN                                                                     |                                                                         | MAR                                                                     | TEX                                                                     | PHO                                                                     |                                                                         | HOM                                                                     |
| 1                                                                       | Kyle Busch                                                              | 5040                                                                    | -                                                                       | 461                                                                     | 2 1                                                                     | 6                                                                       | 3                                                                       | 1 *2                                                                    | 1 *12                                                                   | 3                                                                       | 10 *                                                                    | 1                                                                       | 8 1                                                                     | 10                                                                      | 10                                                                      | 30                                                                      | 3                                                                       | 1 *                                                                     | 5                                                                       | 2                                                                       | 22                                                                      | 14                                                                      | 2 *2                                                                    | 8 *1                                                                    | 9 1                                                                     | 11                                                                      | 6 2                                                                     | 4                                                                       | 3 *2                                                                    | 37                                                                      | 19                                                                      | 2*2                                                                     | 37                                                                      | 6                                                                       | 19                                                                      | 3                                                                       | 14                                                                      | 7                                                                       | 2                                                                       | 1 *2                                                                    |                                                                         |                                                                         |                                                                         |                                                                         |                                                                         |
| 2                                                                       | Martin Truex Jr.                                                        | 5035                                                                    | -                                                                       | 425                                                                     | 35                                                                      | 2                                                                       | 8                                                                       | 2                                                                       | 8                                                                       | 8                                                                       | 12                                                                      | 17                                                                      | 1 *                                                                     | 20                                                                      | 1 2                                                                     | 19                                                                      | 1 *3                                                                    | 35                                                                      | 3                                                                       | 1 *                                                                     | 9                                                                       | 22                                                                      | 19                                                                      | 6                                                                       | 3                                                                       | 2                                                                       | 4 1                                                                     | 13                                                                      | 15                                                                      | 27                                                                      | 1 2                                                                     | 1 1                                                                     | 7                                                                       | 2 2                                                                     | 26                                                                      | 6                                                                       | 1 *12                                                                   | 6                                                                       | 6                                                                       | 2 1                                                                     |                                                                         |                                                                         |                                                                         |                                                                         |                                                                         |
| 3                                                                       | Kevin Harvick                                                           | 5033                                                                    | -                                                                       | 283                                                                     | 26                                                                      | 4 2                                                                     | 4 *1                                                                    | 9                                                                       | 4                                                                       | 6                                                                       | 8                                                                       | 13                                                                      | 4                                                                       | 38                                                                      | 4                                                                       | 13*1                                                                    | 10                                                                      | 22                                                                      | 7                                                                       | 6                                                                       | 14 *2                                                                   | 29                                                                      | 22                                                                      | 1                                                                       | 6 *                                                                     | 7                                                                       | 1                                                                       | 39                                                                      | 4                                                                       | 1 *2                                                                    | 2                                                                       | 7                                                                       | 3                                                                       | 5                                                                       | 17                                                                      | 9                                                                       | 7                                                                       | 1 *1                                                                    | 5                                                                       | 4                                                                       |                                                                         |                                                                         |                                                                         |                                                                         |                                                                         |
| 4                                                                       | Denny Hamlin                                                            | 5027                                                                    | -                                                                       | 374                                                                     | 1                                                                       | 11                                                                      | 10                                                                      | 5                                                                       | 7                                                                       | 5                                                                       | 1 2                                                                     | 5                                                                       | 5                                                                       | 36                                                                      | 21                                                                      | 16                                                                      | 17                                                                      | 6                                                                       | 11                                                                      | 5 2                                                                     | 15 1                                                                    | 26                                                                      | 5                                                                       | 2                                                                       | 1                                                                       | 3                                                                       | 2                                                                       | 1                                                                       | 29                                                                      | 6                                                                       | 15                                                                      | 3                                                                       | 19                                                                      | 5 *1                                                                    | 3                                                                       | 1 *2                                                                    | 4                                                                       | 28                                                                      | 1 *1                                                                    | 10                                                                      |                                                                         |                                                                         |                                                                         |                                                                         |                                                                         |
| Pilotes éliminés de la course au titre                                  |                                                                         |                                                                         |                                                                         |                                                                         |                                                                         |                                                                         |                                                                         |                                                                         |                                                                         |                                                                         |                                                                         |                                                                         |                                                                         |                                                                         |                                                                         |                                                                         |                                                                         |                                                                         |                                                                         |                                                                         |                                                                         |                                                                         |                                                                         |                                                                         |                                                                         |                                                                         |                                                                         |                                                                         |                                                                         |                                                                         |                                                                         |                                                                         |                                                                         |                                                                         |                                                                         |                                                                         |                                                                         |                                                                         |                                                                         |                                                                         |                                                                         |                                                                         |                                                                         |                                                                         |                                                                         |
| Pos.                                                                    | Pilote                                                                  | Pts                                                                     | Seg                                                                     | Bonus                                                                   |                                                                         | DAY                                                                     | ATL                                                                     | LAS                                                                     | ISM                                                                     | FON                                                                     | MAR                                                                     | TEX                                                                     | BRI                                                                     | RCH                                                                     | TAL                                                                     | DOV                                                                     | KAN                                                                     | CHA                                                                     | POC                                                                     | MCH                                                                     | SON                                                                     | CHI                                                                     | DAY                                                                     | KEN                                                                     | NHA                                                                     | POC                                                                     | GLN                                                                     | MCH                                                                     | BRI                                                                     | DAR                                                                     | IND                                                                     |                                                                         | LAS                                                                     | RIC                                                                     | CHA                                                                     |                                                                         | DOV                                                                     | TAL                                                                     | KAN                                                                     |                                                                         | MAR                                                                     | TEX                                                                     | PHO                                                                     |                                                                         | HOM                                                                     |
| 5                                                                       | Joey Logano                                                             | 2380                                                                    | 40                                                                      | 302                                                                     | 4                                                                       | 23                                                                      | 1 2                                                                     | 10                                                                      | 2                                                                       | 19                                                                      | 17 1                                                                    | 3 2                                                                     | 2 2                                                                     | 4                                                                       | 7 1                                                                     | 15                                                                      | 2                                                                       | 7                                                                       | 1 *1                                                                    | 23                                                                      | 3                                                                       | 25 1                                                                    | 7                                                                       | 9                                                                       | 13                                                                      | 23                                                                      | 17                                                                      | 16                                                                      | 14                                                                      | 2 1                                                                     | 9 *1                                                                    | 11                                                                      | 10                                                                      | 34                                                                      | 11                                                                      | 17 1                                                                    | 8                                                                       | 4                                                                       | 9 2                                                                     | 5                                                                       |                                                                         |                                                                         |                                                                         |                                                                         |                                                                         |
| 6                                                                       | Ryan Blaney                                                             | 2339                                                                    | 38                                                                      | 9                                                                       | 31 2                                                                    | 22                                                                      | 22                                                                      | 3 1                                                                     | 5                                                                       | 4                                                                       | 37                                                                      | 4 *                                                                     | 25                                                                      | 15                                                                      | 15                                                                      | 32                                                                      | 13                                                                      | 12                                                                      | 9                                                                       | 3                                                                       | 6                                                                       | 36                                                                      | 13                                                                      | 4                                                                       | 10                                                                      | 5                                                                       | 24                                                                      | 10                                                                      | 13                                                                      | 7                                                                       | 5                                                                       | 17                                                                      | 8                                                                       | 1                                                                       | 39                                                                      | 14                                                                      | 9                                                                       | 8                                                                       | 3                                                                       | 11                                                                      |                                                                         |                                                                         |                                                                         |                                                                         |                                                                         |
| 7                                                                       | Kyle Larson                                                             | 2339                                                                    | 50                                                                      | 1110                                                                    | 7                                                                       | 12 * 1                                                                  | 12                                                                      | 6                                                                       | 12                                                                      | 18                                                                      | 39                                                                      | 19                                                                      | 37                                                                      | 24                                                                      | 3                                                                       | 8                                                                       | 33                                                                      | 26 12                                                                   | 14                                                                      | 10                                                                      | 2                                                                       | 20                                                                      | 4                                                                       | 33                                                                      | 5                                                                       | 8                                                                       | 3                                                                       | 6 1                                                                     | 2                                                                       | 33                                                                      | 8                                                                       | 6                                                                       | 13 1                                                                    | 35                                                                      | 1 *                                                                     | 21                                                                      | 5                                                                       | 12                                                                      | 4                                                                       | 40                                                                      |                                                                         |                                                                         |                                                                         |                                                                         |                                                                         |
| 8                                                                       | Brad Keselowski                                                         | 2318                                                                    | 29                                                                      | 246                                                                     | 12                                                                      | 1                                                                       | 2                                                                       | 19                                                                      | 3                                                                       | 1 *12                                                                   | 36                                                                      | 18                                                                      | 7                                                                       | 13                                                                      | 12                                                                      | 1                                                                       | 19 12                                                                   | 2                                                                       | 6                                                                       | 18                                                                      | 5                                                                       | 39                                                                      | 20                                                                      | 10                                                                      | 8                                                                       | 9                                                                       | 19 *                                                                    | 3                                                                       | 5                                                                       | 38                                                                      | 3                                                                       | 4                                                                       | 5                                                                       | 11                                                                      | 25                                                                      | 19                                                                      | 3                                                                       | 39                                                                      | 10                                                                      | 18                                                                      |                                                                         |                                                                         |                                                                         |                                                                         |                                                                         |
| 9                                                                       | Clint Bowyer                                                            | 2290                                                                    | 34                                                                      | 1                                                                       | 20                                                                      | 5                                                                       | 14                                                                      | 11                                                                      | 38                                                                      | 7                                                                       | 2                                                                       | 7                                                                       | 3                                                                       | 29                                                                      | 9                                                                       | 5                                                                       | 24                                                                      | 5                                                                       | 35                                                                      | 11                                                                      | 37                                                                      | 34                                                                      | 6                                                                       | 20                                                                      | 11                                                                      | 20                                                                      | 37                                                                      | 7                                                                       | 6                                                                       | 5                                                                       | 25                                                                      | 8                                                                       | 4                                                                       | 10                                                                      | 23 2                                                                    | 8                                                                       | 35                                                                      | 11                                                                      | 8                                                                       | 6                                                                       |                                                                         |                                                                         |                                                                         |                                                                         |                                                                         |
| 10                                                                      | Chase Elliott                                                           | 2275                                                                    | 20                                                                      | 247                                                                     | 17                                                                      | 19                                                                      | 9                                                                       | 14                                                                      | 11                                                                      | 2                                                                       | 13                                                                      | 11                                                                      | 15                                                                      | 1 *2                                                                    | 5 *                                                                     | 4 2                                                                     | 4                                                                       | 4                                                                       | 20                                                                      | 37                                                                      | 11                                                                      | 35                                                                      | 15                                                                      | 29                                                                      | 38                                                                      | 1 *12                                                                   | 9                                                                       | 5                                                                       | 19                                                                      | 9                                                                       | 4                                                                       | 13                                                                      | 1 '*2                                                                   | 38                                                                      | 8                                                                       | 2                                                                       | 36                                                                      | 32                                                                      | 39                                                                      | 15                                                                      |                                                                         |                                                                         |                                                                         |                                                                         |                                                                         |
| 11                                                                      | William Byron                                                           | 2274                                                                    | 44                                                                      | 2                                                                       | 21                                                                      | 17                                                                      | 16                                                                      | 24                                                                      | 15                                                                      | 22                                                                      | 6                                                                       | 16                                                                      | 13                                                                      | 21                                                                      | 8                                                                       | 20                                                                      | 9                                                                       | 9                                                                       | 18                                                                      | 19 1                                                                    | 8                                                                       | 2                                                                       | 18                                                                      | 12                                                                      | 4                                                                       | 21                                                                      | 8                                                                       | 21                                                                      | 21                                                                      | 4                                                                       | 7                                                                       | 24                                                                      | 6                                                                       | 13                                                                      | 33 1                                                                    | 5                                                                       | 2                                                                       | 17                                                                      | 17                                                                      | 39                                                                      |                                                                         |                                                                         |                                                                         |                                                                         |                                                                         |
| 12                                                                      | Alex Bowman                                                             | 2257                                                                    | 29                                                                      | 5                                                                       | 11                                                                      | 15                                                                      | 11                                                                      | 35                                                                      | 21                                                                      | 14                                                                      | 18                                                                      | 23                                                                      | 17                                                                      | 2                                                                       | 2                                                                       | 2                                                                       | 7                                                                       | 15                                                                      | 10                                                                      | 14                                                                      | 1                                                                       | 21                                                                      | 17                                                                      | 14                                                                      | 20                                                                      | 14                                                                      | 10                                                                      | 15                                                                      | 18                                                                      | 21                                                                      | 6                                                                       | 23                                                                      | 2                                                                       | 3                                                                       | 37                                                                      | 11                                                                      | 30                                                                      | 5                                                                       | 23                                                                      | 9                                                                       |                                                                         |                                                                         |                                                                         |                                                                         |                                                                         |
| 13                                                                      | Kurt Busch                                                              | 2237                                                                    | 18                                                                      | 118                                                                     | 25                                                                      | 3                                                                       | 5                                                                       | 7                                                                       | 6                                                                       | 12                                                                      | 9                                                                       | 2                                                                       | 11                                                                      | 6                                                                       | 13                                                                      | 7                                                                       | 27                                                                      | 11                                                                      | 2                                                                       | 13                                                                      | 13                                                                      | 10                                                                      | 1 1                                                                     | 18                                                                      | 27                                                                      | 10                                                                      | 23                                                                      | 9 2                                                                     | 71                                                                      | 30                                                                      | 39                                                                      | 18                                                                      | 30                                                                      | 9                                                                       | 28                                                                      | 4                                                                       | 6                                                                       | 9                                                                       | 11                                                                      | 21                                                                      |                                                                         |                                                                         |                                                                         |                                                                         |                                                                         |
| 14                                                                      | Aric Almirola                                                           | 2234                                                                    | 32                                                                      | 1                                                                       | 32                                                                      | 8                                                                       | 7                                                                       | 4                                                                       | 9                                                                       | 9                                                                       | 7                                                                       | 37                                                                      | 23                                                                      | 9                                                                       | 16                                                                      | 12                                                                      | 11                                                                      | 10                                                                      | 17                                                                      | 9                                                                       | 16                                                                      | 17                                                                      | 14                                                                      | 11 2                                                                    | 12                                                                      | 12                                                                      | 33                                                                      | 29                                                                      | 17                                                                      | 14                                                                      | 13                                                                      | 16                                                                      | 14                                                                      | 17                                                                      | 4                                                                       | 23                                                                      | 37                                                                      | 2 2                                                                     | 22                                                                      | 22                                                                      |                                                                         |                                                                         |                                                                         |                                                                         |                                                                         |
| 15                                                                      | Ryan Newman                                                             | 2219                                                                    | 6                                                                       | -                                                                       | 14                                                                      | 13                                                                      | 24                                                                      | 12                                                                      | 22                                                                      | 23                                                                      | 11                                                                      | 9                                                                       | 9                                                                       | 7                                                                       | 18                                                                      | 23                                                                      | 16                                                                      | 16                                                                      | 8                                                                       | 7                                                                       | 17                                                                      | 5                                                                       | 9                                                                       | 7                                                                       | 14                                                                      | 25                                                                      | 12                                                                      | 11                                                                      | 23                                                                      | 8                                                                       | 10                                                                      | 5                                                                       | 32                                                                      | 22                                                                      | 2                                                                       | 40                                                                      | 10                                                                      | 15                                                                      | 18                                                                      | 7                                                                       |                                                                         |                                                                         |                                                                         |                                                                         |                                                                         |
| 16                                                                      | Erik Jones                                                              | 2194                                                                    | 22                                                                      | 5                                                                       | 3                                                                       | 7                                                                       | 13                                                                      | 29                                                                      | 19                                                                      | 30                                                                      | 4                                                                       | 24                                                                      | 14                                                                      | 19                                                                      | 6                                                                       | 3                                                                       | 40                                                                      | 3                                                                       | 31                                                                      | 8                                                                       | 7                                                                       | 23                                                                      | 3                                                                       | 3                                                                       | 2                                                                       | 4                                                                       | 18                                                                      | 22                                                                      | 1                                                                       | 39                                                                      | 36                                                                      | 38                                                                      | 40                                                                      | 15                                                                      | 34                                                                      | 7                                                                       | 20                                                                      | 10                                                                      | 7                                                                       | 3                                                                       |                                                                         |                                                                         |                                                                         |                                                                         |                                                                         |
| 17                                                                      | Daniel Suárez                                                           | 846                                                                     | 100                                                                     | -                                                                       | 33                                                                      | 10                                                                      | 17                                                                      | 23                                                                      | 13                                                                      | 10                                                                      | 3                                                                       | 8                                                                       | 18                                                                      | 12                                                                      | 11                                                                      | 14                                                                      | 18                                                                      | 8                                                                       | 4                                                                       | 17                                                                      | 24                                                                      | 40                                                                      | 8                                                                       | 19                                                                      | 24                                                                      | 17                                                                      | 5                                                                       | 8                                                                       | 11                                                                      | 11                                                                      | 20                                                                      | 9                                                                       | 34                                                                      | 14                                                                      | 32                                                                      | 32                                                                      | 31                                                                      | 3                                                                       | 15                                                                      | 14                                                                      |                                                                         |                                                                         |                                                                         |                                                                         |                                                                         |
| 18                                                                      | Jimmie Johnson                                                          | 835                                                                     | 121                                                                     | 1                                                                       | 9                                                                       | 24                                                                      | 19                                                                      | 8                                                                       | 17                                                                      | 24                                                                      | 5                                                                       | 10                                                                      | 12                                                                      | 33                                                                      | 14                                                                      | 6                                                                       | 8                                                                       | 19                                                                      | 15                                                                      | 12                                                                      | 4                                                                       | 3                                                                       | 30                                                                      | 30                                                                      | 15 2                                                                    | 19                                                                      | 34                                                                      | 19                                                                      | 16                                                                      | 35                                                                      | 11                                                                      | 10                                                                      | 9                                                                       | 8                                                                       | 38                                                                      | 10                                                                      | 8                                                                       | 34                                                                      | 14                                                                      | 13                                                                      |                                                                         |                                                                         |                                                                         |                                                                         |                                                                         |
| 19                                                                      | Paul Menard                                                             | 777                                                                     | 33                                                                      | -                                                                       | 29                                                                      | 14                                                                      | 15                                                                      | 17                                                                      | 20                                                                      | 15                                                                      | 19                                                                      | 6                                                                       | 10                                                                      | 16                                                                      | 17                                                                      | 24                                                                      | 14                                                                      | 18                                                                      | 13                                                                      | 22                                                                      | 21                                                                      | 16                                                                      | 11                                                                      | 13                                                                      | 18                                                                      | 18                                                                      | 15                                                                      | 23                                                                      | 9                                                                       | 10                                                                      | 14                                                                      | 27                                                                      | 16                                                                      | 12                                                                      | 16‡                                                                     | 18                                                                      | 21                                                                      | 20                                                                      | 12                                                                      | 17                                                                      |                                                                         |                                                                         |                                                                         |                                                                         |                                                                         |
| 20                                                                      | Chris Buescher                                                          | 729                                                                     | 34                                                                      | -                                                                       | 37                                                                      | 9                                                                       | 18                                                                      | 16                                                                      | 16                                                                      | 21                                                                      | 20                                                                      | 22                                                                      | 22                                                                      | 30                                                                      | 23                                                                      | 10                                                                      | 6                                                                       | 14                                                                      | 16                                                                      | 16                                                                      | 18                                                                      | 17                                                                      | 10                                                                      | 15                                                                      | 16                                                                      | 13                                                                      | 14                                                                      | 17                                                                      | 12                                                                      | 15                                                                      | 18                                                                      | 31                                                                      | 18                                                                      | 36                                                                      | 20                                                                      | 13                                                                      | 12                                                                      | 19                                                                      | 16                                                                      | 16                                                                      |                                                                         |                                                                         |                                                                         |                                                                         |                                                                         |
| 21                                                                      | Austin Dillon                                                           | 700                                                                     | 86                                                                      | 2                                                                       | 16                                                                      | 21                                                                      | 20                                                                      | 21                                                                      | 10                                                                      | 11                                                                      | 14                                                                      | 14                                                                      | 6                                                                       | 14                                                                      | 19                                                                      | 17                                                                      | 34                                                                      | 37                                                                      | 26 2                                                                    | 24                                                                      | 10                                                                      | 33 *2                                                                   | 35                                                                      | 32                                                                      | 19                                                                      | 31                                                                      | 10                                                                      | 34                                                                      | 10                                                                      | 12                                                                      | 12                                                                      | 23                                                                      | 23                                                                      | 18                                                                      | 6                                                                       | 20                                                                      | 22                                                                      | 13                                                                      | 24                                                                      | 8                                                                       |                                                                         |                                                                         |                                                                         |                                                                         |                                                                         |
| 22                                                                      | Matt DiBenedetto (en)                                                   | 699                                                                     | 16                                                                      | -                                                                       | 28 *                                                                    | 26                                                                      | 21                                                                      | 28                                                                      | 18                                                                      | 20                                                                      | 26                                                                      | 12                                                                      | 24                                                                      | 31                                                                      | 20                                                                      | 36                                                                      | 39                                                                      | 17                                                                      | 21                                                                      | 4                                                                       | 27                                                                      | 8                                                                       | 16                                                                      | 5                                                                       | 17                                                                      | 6                                                                       | 20                                                                      | 2 *                                                                     | 8                                                                       | 18                                                                      | 21                                                                      | 14                                                                      | 11                                                                      | 7                                                                       | 30                                                                      | 15                                                                      | 16                                                                      | 14                                                                      | 13                                                                      | 20                                                                      |                                                                         |                                                                         |                                                                         |                                                                         |                                                                         |
| 23                                                                      | Ricky Stenhouse Jr.                                                     | 679                                                                     | 72                                                                      | -                                                                       | 13                                                                      | 18                                                                      | 6                                                                       | 13                                                                      | 14                                                                      | 25                                                                      | 16                                                                      | 33                                                                      | 16                                                                      | 25                                                                      | 33                                                                      | 11                                                                      | 5                                                                       | 32                                                                      | 19                                                                      | 21                                                                      | 12                                                                      | 24                                                                      | 12                                                                      | 36                                                                      | 21                                                                      | 15                                                                      | 28                                                                      | 33                                                                      | 33                                                                      | 31                                                                      | 26                                                                      | 15                                                                      | 17                                                                      | 16                                                                      | 9                                                                       | 16                                                                      | 15                                                                      | 40                                                                      | 19                                                                      | 19                                                                      |                                                                         |                                                                         |                                                                         |                                                                         |                                                                         |
| 24                                                                      | Ty Dillon                                                               | 613                                                                     | 20                                                                      | 2                                                                       | 6                                                                       | 25                                                                      | 29                                                                      | 15                                                                      | 27                                                                      | 13                                                                      | 21                                                                      | 15 1                                                                    | 21                                                                      | 17 1                                                                    | 22                                                                      | 28                                                                      | 23                                                                      | 27                                                                      | 22                                                                      | 27                                                                      | 35                                                                      | 4                                                                       | 26                                                                      | 16                                                                      | 29                                                                      | 30                                                                      | 11                                                                      | 20                                                                      | 20                                                                      | 13                                                                      | 16                                                                      | 26                                                                      | 15                                                                      | 23                                                                      | 10                                                                      | 22                                                                      | 24                                                                      | 18                                                                      | 20                                                                      | 24                                                                      |                                                                         |                                                                         |                                                                         |                                                                         |                                                                         |
| 25                                                                      | Daniel Hemric (en)R                                                     | 530                                                                     | 15                                                                      | -                                                                       | 34                                                                      | 20                                                                      | 23                                                                      | 18                                                                      | 35                                                                      | 27                                                                      | 33                                                                      | 30                                                                      | 19                                                                      | 5                                                                       | 25                                                                      | 18                                                                      | 21                                                                      | 13                                                                      | 12                                                                      | 15                                                                      | 19                                                                      | 18                                                                      | 24                                                                      | 37                                                                      | 7                                                                       | 35                                                                      | 26                                                                      | 12                                                                      | 37                                                                      | 34                                                                      | 17                                                                      | 25                                                                      | 33                                                                      | 21                                                                      | 21                                                                      | 31                                                                      | 17                                                                      | 16                                                                      | 21                                                                      | 12                                                                      |                                                                         |                                                                         |                                                                         |                                                                         |                                                                         |
| 26                                                                      | Ryan Preece R                                                           | 507                                                                     | 3                                                                       | -                                                                       | 8                                                                       | 35                                                                      | 25                                                                      | 34                                                                      | 23                                                                      | 16                                                                      | 22                                                                      | 25                                                                      | 20                                                                      | 3                                                                       | 28                                                                      | 25                                                                      | 31                                                                      | 23                                                                      | 25                                                                      | 29                                                                      | 28                                                                      | 32                                                                      | 21                                                                      | 21                                                                      | 37                                                                      | 36                                                                      | 7                                                                       | 18                                                                      | 22                                                                      | 16                                                                      | 27                                                                      | 30                                                                      | 21                                                                      | 19                                                                      | 18                                                                      | 12                                                                      | 19                                                                      | 23                                                                      | 26                                                                      | 25                                                                      |                                                                         |                                                                         |                                                                         |                                                                         |                                                                         |
| 27                                                                      | Michael McDowell                                                        | 485                                                                     | 15                                                                      | -                                                                       | 5                                                                       | 37                                                                      | 30                                                                      | 36                                                                      | 24                                                                      | 31                                                                      | 15                                                                      | 28                                                                      | 36                                                                      | 40                                                                      | 24                                                                      | 26                                                                      | 22                                                                      | 20                                                                      | 27                                                                      | 25                                                                      | 20                                                                      | 13                                                                      | 25                                                                      | 17                                                                      | 25                                                                      | 16                                                                      | 22                                                                      | 37                                                                      | 38                                                                      | 17                                                                      | 24                                                                      | 21                                                                      | 12                                                                      | 24                                                                      | 5                                                                       | 24                                                                      | 23                                                                      | 25                                                                      | 30                                                                      | 26                                                                      |                                                                         |                                                                         |                                                                         |                                                                         |                                                                         |
| 28                                                                      | Darrell Wallace Jr. (en)                                                | 437                                                                     | 7                                                                       | -                                                                       | 38                                                                      | 27                                                                      | 26                                                                      | 22                                                                      | 30                                                                      | 17                                                                      | 23                                                                      | 20                                                                      | 27                                                                      | 39                                                                      | 27                                                                      | 29                                                                      | 25                                                                      | 21                                                                      | 28                                                                      | 26                                                                      | 25                                                                      | 15                                                                      | 23                                                                      | 22                                                                      | 22                                                                      | 28                                                                      | 27                                                                      | 14                                                                      | 24                                                                      | 3                                                                       | 23                                                                      | 12                                                                      | 24                                                                      | 20                                                                      | 24                                                                      | 35                                                                      | 13                                                                      | 24                                                                      | 25                                                                      | 34                                                                      |                                                                         |                                                                         |                                                                         |                                                                         |                                                                         |
| 29                                                                      | Corey LaJoie                                                            | 401                                                                     | -                                                                       | -                                                                       | 18                                                                      | 29                                                                      | 27                                                                      | 36                                                                      | 31                                                                      | 33                                                                      | 28                                                                      | 34                                                                      | 26                                                                      | 11                                                                      | 29                                                                      | 22                                                                      | 12                                                                      | 36                                                                      | 23                                                                      | 32                                                                      | 30                                                                      | 6                                                                       | 28                                                                      | 23                                                                      | 26                                                                      | 34                                                                      | 21                                                                      | 24                                                                      | 36                                                                      | 19                                                                      | 28                                                                      | 29                                                                      | 27                                                                      | 38                                                                      | 7                                                                       | 38                                                                      | 18                                                                      | 38                                                                      | 35                                                                      | 31                                                                      |                                                                         |                                                                         |                                                                         |                                                                         |                                                                         |
| 30                                                                      | David Ragan                                                             | 388                                                                     | -                                                                       | -                                                                       | 30                                                                      | 16                                                                      | 28                                                                      | 25                                                                      | 25                                                                      | 26                                                                      | 25                                                                      | 21                                                                      | 28                                                                      | 23                                                                      | 26                                                                      | 27                                                                      | 15                                                                      | 30                                                                      | 34                                                                      | 20                                                                      | 23                                                                      | 38                                                                      | 29                                                                      | 34                                                                      | 36                                                                      | 22                                                                      | 16                                                                      | 36                                                                      | 26                                                                      | 20                                                                      | 22                                                                      | 19                                                                      | 35                                                                      | 27                                                                      | 29                                                                      | 27                                                                      | 11                                                                      | 35                                                                      | 36                                                                      | 27                                                                      |                                                                         |                                                                         |                                                                         |                                                                         |                                                                         |
| 31                                                                      | Matt Tifft (en) R                                                       | 352                                                                     | -                                                                       | -                                                                       | 36                                                                      | 28                                                                      | 34                                                                      | 20                                                                      | 26                                                                      | 29                                                                      | 24                                                                      | 27                                                                      | 29                                                                      | 37                                                                      | 32                                                                      | 21                                                                      | 20                                                                      | 33                                                                      | 24                                                                      | 28                                                                      | 29                                                                      | 9                                                                       | 27                                                                      | 24                                                                      | 23                                                                      | 24                                                                      | 25                                                                      | 27                                                                      | 27                                                                      | 32                                                                      | 30                                                                      | 20                                                                      | 25                                                                      | 25                                                                      | 13                                                                      | 25                                                                      | -                                                                       | -                                                                       | -                                                                       | -                                                                       |                                                                         |                                                                         |                                                                         |                                                                         |                                                                         |
| 32                                                                      | Reed Sorenson                                                           | 118                                                                     | -                                                                       | -                                                                       | -                                                                       | -                                                                       | 36                                                                      | -                                                                       | 34                                                                      | -                                                                       | 34                                                                      | -                                                                       | -                                                                       | 18                                                                      | 35                                                                      | 35                                                                      | 30                                                                      | 28                                                                      | -                                                                       | 35                                                                      | 34                                                                      | -                                                                       | -                                                                       | 27                                                                      | 32                                                                      | 37                                                                      | QL                                                                      | 38                                                                      | 30                                                                      | 23                                                                      | 37                                                                      | 37                                                                      | 39                                                                      | 37                                                                      | 22                                                                      | 33                                                                      | 33                                                                      | -                                                                       | 37                                                                      | 37                                                                      |                                                                         |                                                                         |                                                                         |                                                                         |                                                                         |
| 33                                                                      | Quin Houff (en)                                                         | 77                                                                      | -                                                                       | -                                                                       | -                                                                       | -                                                                       | -                                                                       | 30                                                                      | -                                                                       | -                                                                       | -                                                                       | 32                                                                      | 34                                                                      | -                                                                       | 36                                                                      | 34                                                                      | 28                                                                      | 29                                                                      | 32                                                                      | -                                                                       | 38                                                                      | 37                                                                      | 34                                                                      | 31                                                                      | 31                                                                      | -                                                                       | 31                                                                      | 30                                                                      | -                                                                       | -                                                                       | -                                                                       | 35                                                                      | -                                                                       | -                                                                       | -                                                                       | -                                                                       | -                                                                       | 33                                                                      | -                                                                       | -                                                                       |                                                                         |                                                                         |                                                                         |                                                                         |                                                                         |
| 34                                                                      | Jamie McMurray                                                          | 19                                                                      | -                                                                       | -                                                                       | 22                                                                      | -                                                                       | -                                                                       | -                                                                       | -                                                                       | -                                                                       | -                                                                       | -                                                                       | -                                                                       | -                                                                       | -                                                                       | -                                                                       | -                                                                       | -                                                                       | -                                                                       | -                                                                       | -                                                                       | -                                                                       | -                                                                       | -                                                                       | -                                                                       | -                                                                       | -                                                                       | -                                                                       | -                                                                       | -                                                                       | -                                                                       | -                                                                       | -                                                                       | -                                                                       | -                                                                       | -                                                                       | -                                                                       | -                                                                       | -                                                                       | -                                                                       |                                                                         |                                                                         |                                                                         |                                                                         |                                                                         |
| 35                                                                      | Austin Theriault                                                        | 17                                                                      | -                                                                       | -                                                                       | -                                                                       | -                                                                       | -                                                                       | -                                                                       | -                                                                       | -                                                                       | -                                                                       | -                                                                       | -                                                                       | -                                                                       | -                                                                       | -                                                                       | -                                                                       | -                                                                       | -                                                                       | -                                                                       | -                                                                       | -                                                                       | -                                                                       | 35                                                                      | 34                                                                      | -                                                                       | 32                                                                      | -                                                                       | -                                                                       | -                                                                       | -                                                                       | 32                                                                      |                                                                         | -                                                                       | 35                                                                      | -                                                                       | -                                                                       | -                                                                       | -                                                                       | -                                                                       |                                                                         |                                                                         |                                                                         |                                                                         |                                                                         |
| 36                                                                      | Andy Seuss (en)                                                         | 9                                                                       | -                                                                       | -                                                                       | -                                                                       | -                                                                       | -                                                                       | -                                                                       | -                                                                       | -                                                                       | -                                                                       | -                                                                       | -                                                                       | -                                                                       | -                                                                       | -                                                                       | -                                                                       | -                                                                       | -                                                                       | -                                                                       | -                                                                       | -                                                                       | -                                                                       | 28                                                                      | -                                                                       | -                                                                       | -                                                                       | -                                                                       | -                                                                       | -                                                                       | -                                                                       | -                                                                       | -                                                                       | -                                                                       | -                                                                       | -                                                                       | -                                                                       | -                                                                       | -                                                                       | -                                                                       |                                                                         |                                                                         |                                                                         |                                                                         |                                                                         |
| 37                                                                      | Drew Herring (en)                                                       | 8                                                                       | -                                                                       | -                                                                       | -                                                                       | -                                                                       | -                                                                       | -                                                                       | -                                                                       | -                                                                       | -                                                                       | -                                                                       | -                                                                       | -                                                                       | -                                                                       | -                                                                       | -                                                                       | -                                                                       | -                                                                       | -                                                                       | -                                                                       | -                                                                       | -                                                                       | -                                                                       | -                                                                       | -                                                                       | -                                                                       | -                                                                       | -                                                                       | -                                                                       | -                                                                       | -                                                                       | -                                                                       | -                                                                       | -                                                                       | -                                                                       | -                                                                       | -                                                                       | -                                                                       | 29                                                                      |                                                                         |                                                                         |                                                                         |                                                                         |                                                                         |
| 38                                                                      | Blake Jones (en)                                                        | 6                                                                       | -                                                                       | -                                                                       | -                                                                       | -                                                                       | -                                                                       | -                                                                       | -                                                                       | -                                                                       | -                                                                       | -                                                                       | -                                                                       | -                                                                       | -                                                                       | -                                                                       | -                                                                       | -                                                                       | -                                                                       | -                                                                       | -                                                                       | -                                                                       | -                                                                       | -                                                                       | -                                                                       | -                                                                       | -                                                                       | -                                                                       | -                                                                       | -                                                                       | -                                                                       | -                                                                       | -                                                                       | -                                                                       | 31                                                                      | -                                                                       | -                                                                       | -                                                                       | -                                                                       |                                                                         |                                                                         |                                                                         |                                                                         |                                                                         |                                                                         |
| 39                                                                      | Stanton Barrett                                                         | 2                                                                       | -                                                                       | -                                                                       | -                                                                       | -                                                                       | -                                                                       | -                                                                       | -                                                                       | -                                                                       | -                                                                       | -                                                                       | -                                                                       | 35                                                                      | -                                                                       | -                                                                       | -                                                                       | -                                                                       | -                                                                       | -                                                                       | -                                                                       | -                                                                       | -                                                                       | -                                                                       | -                                                                       | -                                                                       | -                                                                       | -                                                                       | -                                                                       | -                                                                       | -                                                                       | -                                                                       | -                                                                       | -                                                                       | -                                                                       | -                                                                       | -                                                                       | -                                                                       | -                                                                       | -                                                                       |                                                                         |                                                                         |                                                                         |                                                                         |                                                                         |
| 40                                                                      | Casey Mears                                                             | 1                                                                       | -                                                                       | -                                                                       | 40                                                                      | -                                                                       | -                                                                       | -                                                                       | -                                                                       | -                                                                       | -                                                                       | -                                                                       | -                                                                       | -                                                                       | -                                                                       | -                                                                       | -                                                                       | -                                                                       | -                                                                       | -                                                                       | -                                                                       | -                                                                       | -                                                                       | -                                                                       | -                                                                       | -                                                                       | -                                                                       | -                                                                       | -                                                                       | -                                                                       | -                                                                       | -                                                                       | -                                                                       | -                                                                       | -                                                                       | -                                                                       | -                                                                       | -                                                                       | -                                                                       | -                                                                       |                                                                         |                                                                         |                                                                         |                                                                         |                                                                         |
| Pilotes non-éligibles pour le titre de champion                         |                                                                         |                                                                         |                                                                         |                                                                         |                                                                         |                                                                         |                                                                         |                                                                         |                                                                         |                                                                         |                                                                         |                                                                         |                                                                         |                                                                         |                                                                         |                                                                         |                                                                         |                                                                         |                                                                         |                                                                         |                                                                         |                                                                         |                                                                         |                                                                         |                                                                         |                                                                         |                                                                         |                                                                         |                                                                         |                                                                         |                                                                         |                                                                         |                                                                         |                                                                         |                                                                         |                                                                         |                                                                         |                                                                         |                                                                         |                                                                         |                                                                         |                                                                         |                                                                         |                                                                         |                                                                         |
| Pos.                                                                    | Pilote                                                                  | Pts                                                                     | Seg                                                                     | Bonus                                                                   |                                                                         | DAY                                                                     | ATL                                                                     | LAS                                                                     | ISM                                                                     | FON                                                                     | MAR                                                                     | TEX                                                                     | BRI                                                                     | RCH                                                                     | TAL                                                                     | DOV                                                                     | KAN                                                                     | CHA                                                                     | POC                                                                     | MCH                                                                     | SON                                                                     | CHI                                                                     | DAY                                                                     | KEN                                                                     | NHA                                                                     | POC                                                                     | GLN                                                                     | MCH                                                                     | BRI                                                                     | DAR                                                                     | IND                                                                     |                                                                         | LAS                                                                     | RIC                                                                     | CHA                                                                     |                                                                         | DOV                                                                     | TAL                                                                     | KAN                                                                     |                                                                         | MAR                                                                     | TEX                                                                     | PHO                                                                     |                                                                         | HOM                                                                     |
|                                                                         | Justin Haley                                                            | -                                                                       | -                                                                       | -                                                                       | -                                                                       | -                                                                       | -                                                                       | -                                                                       | -                                                                       | -                                                                       | -                                                                       | -                                                                       | -                                                                       | 32                                                                      | -                                                                       | -                                                                       | -                                                                       | -                                                                       | -                                                                       | 34                                                                      | -                                                                       | 1                                                                       | -                                                                       | -                                                                       | -                                                                       | -                                                                       | -                                                                       | -                                                                       | -                                                                       | -                                                                       | -                                                                       | -                                                                       | -                                                                       | -                                                                       | -                                                                       | -                                                                       | -                                                                       | -                                                                       | -                                                                       | -                                                                       |                                                                         |                                                                         |                                                                         |                                                                         |                                                                         |
|                                                                         | Brendan Gaughan (en)                                                    | -                                                                       | -                                                                       | -                                                                       | 23                                                                      | -                                                                       | -                                                                       | -                                                                       | -                                                                       | -                                                                       | -                                                                       | -                                                                       | -                                                                       | 8                                                                       | -                                                                       | -                                                                       | -                                                                       | -                                                                       | -                                                                       | -                                                                       | -                                                                       | 19                                                                      | -                                                                       | -                                                                       | -                                                                       | -                                                                       | -                                                                       | -                                                                       | -                                                                       | -                                                                       | -                                                                       | -                                                                       | -                                                                       | -                                                                       | 27                                                                      | -                                                                       | -                                                                       | -                                                                       | -                                                                       | -                                                                       |                                                                         |                                                                         |                                                                         |                                                                         |                                                                         |
|                                                                         | Tyler Reddick                                                           | -                                                                       | -                                                                       | -                                                                       | 27                                                                      | -                                                                       | -                                                                       | -                                                                       | -                                                                       | -                                                                       | -                                                                       | -                                                                       | -                                                                       | QL                                                                      | -                                                                       | 9                                                                       | -                                                                       | -                                                                       | -                                                                       | -                                                                       | -                                                                       | -                                                                       | -                                                                       | -                                                                       | -                                                                       | -                                                                       | -                                                                       | -                                                                       | -                                                                       | -                                                                       | -                                                                       | -                                                                       | -                                                                       | -                                                                       | -                                                                       | -                                                                       | -                                                                       | -                                                                       | -                                                                       | -                                                                       |                                                                         |                                                                         |                                                                         |                                                                         |                                                                         |
|                                                                         | Ross Chastain                                                           | -                                                                       | -                                                                       | -                                                                       | 10                                                                      | 31                                                                      | 33                                                                      | 27                                                                      | 28                                                                      | 34                                                                      | 29                                                                      | 29                                                                      | 30                                                                      | 26                                                                      | 30                                                                      | 31                                                                      | 36                                                                      | 24                                                                      | -                                                                       | 33                                                                      | 26                                                                      | 30                                                                      | 31                                                                      | 25                                                                      | 30                                                                      | 27                                                                      | 29                                                                      | 26                                                                      | 28                                                                      | 22                                                                      | 31                                                                      | 36                                                                      | 22                                                                      | 31                                                                      | 12                                                                      | 27                                                                      | 29                                                                      | 31                                                                      | 28                                                                      | 35                                                                      |                                                                         |                                                                         |                                                                         |                                                                         |                                                                         |
|                                                                         | Landon Cassill (en)                                                     | -                                                                       | -                                                                       | -                                                                       | 24                                                                      | 34                                                                      | 32                                                                      | 33                                                                      | 29                                                                      | 28                                                                      | 30                                                                      | 26                                                                      | 35                                                                      | 34                                                                      | 31                                                                      | 37                                                                      | 37                                                                      | 31                                                                      | 29                                                                      | 31                                                                      | 31                                                                      | 11                                                                      | 32                                                                      | 26                                                                      | 28                                                                      | 29                                                                      | 30                                                                      | 25                                                                      | 25                                                                      | 40                                                                      | 29                                                                      | 28                                                                      | 28                                                                      | 26                                                                      | 14                                                                      | 37                                                                      | 26                                                                      | 27                                                                      | 33                                                                      | 28                                                                      |                                                                         |                                                                         |                                                                         |                                                                         |                                                                         |
|                                                                         | J. J. Yeley                                                             | -                                                                       | -                                                                       | -                                                                       | -                                                                       | -                                                                       | -                                                                       | -                                                                       | -                                                                       | -                                                                       | -                                                                       | -                                                                       | -                                                                       | -                                                                       | -                                                                       | -                                                                       | -                                                                       | 34                                                                      | -                                                                       | 38                                                                      | -                                                                       | 12                                                                      | -                                                                       | -                                                                       | -                                                                       | -                                                                       | -                                                                       | 28                                                                      | 32                                                                      | 26                                                                      | 32                                                                      | 32                                                                      | 29                                                                      | 32                                                                      | -                                                                       | 30                                                                      | 28                                                                      | 26                                                                      | 29                                                                      | 30                                                                      |                                                                         |                                                                         |                                                                         |                                                                         |                                                                         |
|                                                                         | Parker Kligerman (en)                                                   | -                                                                       | -                                                                       | -                                                                       | 15                                                                      | 30                                                                      | 31                                                                      | -                                                                       | -                                                                       | -                                                                       | 27                                                                      | -                                                                       | -                                                                       | 27                                                                      | -                                                                       | -                                                                       | 26                                                                      | -                                                                       | -                                                                       | 30                                                                      | -                                                                       | 31                                                                      | -                                                                       | -                                                                       | -                                                                       | 26                                                                      | -                                                                       | -                                                                       | -                                                                       | 36                                                                      | -                                                                       | -                                                                       | 26                                                                      | -                                                                       | 15                                                                      | 29                                                                      | -                                                                       | 22                                                                      | -                                                                       | -                                                                       |                                                                         |                                                                         |                                                                         |                                                                         |                                                                         |
|                                                                         | B. J. McLeod (en)                                                       | -                                                                       | -                                                                       | -                                                                       | 19                                                                      | 32                                                                      | 37                                                                      | -                                                                       | 37                                                                      | -                                                                       | 31                                                                      | -                                                                       | -                                                                       | -                                                                       | 37                                                                      | -                                                                       | 29                                                                      | -                                                                       | -                                                                       | -                                                                       | 36                                                                      | 28                                                                      | 36                                                                      | -                                                                       | 33                                                                      | -                                                                       | -                                                                       | 32                                                                      | 39                                                                      | 25                                                                      | 33                                                                      | -                                                                       | -                                                                       | 29                                                                      | -                                                                       | -                                                                       | 27                                                                      | -                                                                       | -                                                                       | 32                                                                      |                                                                         |                                                                         |                                                                         |                                                                         |                                                                         |
|                                                                         | John Hunter Nemechek                                                    | -                                                                       | -                                                                       | -                                                                       | -                                                                       | -                                                                       | -                                                                       | -                                                                       | -                                                                       | -                                                                       | -                                                                       | -                                                                       | -                                                                       | -                                                                       | -                                                                       | -                                                                       | -                                                                       | -                                                                       | -                                                                       | -                                                                       | -                                                                       | -                                                                       | -                                                                       | -                                                                       | -                                                                       | -                                                                       | -                                                                       | -                                                                       | -                                                                       | -                                                                       | -                                                                       | -                                                                       | -                                                                       | -                                                                       | -                                                                       | -                                                                       | -                                                                       | 21                                                                      | 27                                                                      | 23                                                                      |                                                                         |                                                                         |                                                                         |                                                                         |                                                                         |
|                                                                         | Jeffrey Earnhardt (en)                                                  | -                                                                       | -                                                                       | -                                                                       | -                                                                       | -                                                                       | -                                                                       | -                                                                       | -                                                                       | -                                                                       | -                                                                       | -                                                                       | -                                                                       | 22                                                                      | -                                                                       | -                                                                       | -                                                                       | -                                                                       | -                                                                       | -                                                                       | -                                                                       | -                                                                       | -                                                                       | -                                                                       | -                                                                       | -                                                                       | -                                                                       | -                                                                       | -                                                                       | -                                                                       | -                                                                       | -                                                                       | -                                                                       | -                                                                       | -                                                                       | -                                                                       | -                                                                       | -                                                                       | -                                                                       | -                                                                       |                                                                         |                                                                         |                                                                         |                                                                         |                                                                         |
|                                                                         | Ryan Sieg (en)                                                          | -                                                                       | -                                                                       | -                                                                       | -                                                                       | -                                                                       | -                                                                       | -                                                                       | -                                                                       | -                                                                       | -                                                                       | -                                                                       | -                                                                       | -                                                                       | -                                                                       | -                                                                       | -                                                                       | -                                                                       | -                                                                       | -                                                                       | -                                                                       | -                                                                       | -                                                                       | -                                                                       | -                                                                       | -                                                                       | -                                                                       | -                                                                       | -                                                                       | 24                                                                      | -                                                                       | -                                                                       | -                                                                       | -                                                                       | -                                                                       | -                                                                       | -                                                                       | -                                                                       | -                                                                       | -                                                                       |                                                                         |                                                                         |                                                                         |                                                                         |                                                                         |
|                                                                         | Bayley Currey (en)                                                      | -                                                                       | -                                                                       | -                                                                       | -                                                                       | -                                                                       | -                                                                       | 31                                                                      | -                                                                       | -                                                                       | 35                                                                      | 31                                                                      | 32                                                                      | -                                                                       | -                                                                       | 33                                                                      | 35                                                                      | 25                                                                      | -                                                                       | -                                                                       | 32                                                                      | -                                                                       | 33                                                                      | -                                                                       | -                                                                       | -                                                                       | -                                                                       | -                                                                       | -                                                                       | -                                                                       | -                                                                       | -                                                                       | -                                                                       | -                                                                       | -                                                                       | -                                                                       | -                                                                       | -                                                                       | 32                                                                      | -                                                                       |                                                                         |                                                                         |                                                                         |                                                                         |                                                                         |
|                                                                         | Matt Crafton (en)                                                       | -                                                                       | -                                                                       | -                                                                       | -                                                                       | -                                                                       | -                                                                       | -                                                                       | -                                                                       | -                                                                       | -                                                                       | -                                                                       | -                                                                       | -                                                                       | -                                                                       | -                                                                       | -                                                                       | -                                                                       | -                                                                       | -                                                                       | -                                                                       | -                                                                       | -                                                                       | -                                                                       | -                                                                       | -                                                                       | -                                                                       | -                                                                       | -                                                                       | -                                                                       | -                                                                       | -                                                                       | -                                                                       | -                                                                       | -                                                                       | -                                                                       | 25                                                                      | -                                                                       | -                                                                       | -                                                                       |                                                                         |                                                                         |                                                                         |                                                                         |                                                                         |
|                                                                         | Joey Gase (en)                                                          | -                                                                       | -                                                                       | -                                                                       | DNQ                                                                     | -                                                                       | 38                                                                      | -                                                                       | 35                                                                      | -                                                                       | -                                                                       | -                                                                       | 33                                                                      | -                                                                       | -                                                                       | 38                                                                      | 32                                                                      | -                                                                       | -                                                                       | -                                                                       | -                                                                       | 27                                                                      | -                                                                       | -                                                                       | -                                                                       | -                                                                       | -                                                                       | -                                                                       | 34                                                                      | -                                                                       | 38                                                                      | -                                                                       | -                                                                       | -                                                                       | 36                                                                      | 38                                                                      | -                                                                       | -                                                                       | 38                                                                      | -                                                                       |                                                                         |                                                                         |                                                                         |                                                                         |                                                                         |
|                                                                         | Garrett Smithley (en)                                                   | -                                                                       | -                                                                       | -                                                                       | -                                                                       | 36                                                                      | -                                                                       | -                                                                       | 36                                                                      | -                                                                       | 32                                                                      | -                                                                       | -                                                                       | -                                                                       | -                                                                       | -                                                                       | -                                                                       | -                                                                       | 30                                                                      | -                                                                       | -                                                                       | -                                                                       | -                                                                       | -                                                                       | -                                                                       | -                                                                       | 35                                                                      | -                                                                       | 35                                                                      | 28                                                                      | 35                                                                      | -                                                                       | 36                                                                      | 33                                                                      | -                                                                       | 34                                                                      | 32                                                                      | 36                                                                      | 31                                                                      | -                                                                       |                                                                         |                                                                         |                                                                         |                                                                         |                                                                         |
|                                                                         | Cody Ware (en)                                                          | -                                                                       | -                                                                       | -                                                                       | 39                                                                      | 33                                                                      | 35                                                                      | 32                                                                      | 32                                                                      | 36                                                                      | -                                                                       | -                                                                       | -                                                                       | 28                                                                      | 34                                                                      | 40                                                                      | 38                                                                      | -                                                                       | -                                                                       | 36                                                                      | -                                                                       | -                                                                       | -                                                                       | -                                                                       | -                                                                       | 35                                                                      | 36                                                                      | -                                                                       | -                                                                       | -                                                                       | -                                                                       | -                                                                       | QL                                                                      | -                                                                       | -                                                                       | -                                                                       | -                                                                       | -                                                                       | -                                                                       | -                                                                       |                                                                         |                                                                         |                                                                         |                                                                         |                                                                         |
|                                                                         | Joe Nemechek                                                            | -                                                                       | -                                                                       | -                                                                       | -                                                                       | -                                                                       | -                                                                       | -                                                                       | -                                                                       | -                                                                       | -                                                                       | -                                                                       | -                                                                       | -                                                                       | -                                                                       | -                                                                       | -                                                                       | -                                                                       | -                                                                       | -                                                                       | -                                                                       | -                                                                       | -                                                                       | -                                                                       | -                                                                       | -                                                                       | -                                                                       | -                                                                       | 31                                                                      | -                                                                       | 34                                                                      | -                                                                       | 31                                                                      | 30                                                                      | -                                                                       | -                                                                       | -                                                                       | 29                                                                      | 34                                                                      | 38                                                                      |                                                                         |                                                                         |                                                                         |                                                                         |                                                                         |
|                                                                         | Josh Bilicki (en)                                                       | -                                                                       | -                                                                       | -                                                                       | -                                                                       | -                                                                       | -                                                                       | -                                                                       | -                                                                       | -                                                                       | -                                                                       | -                                                                       | -                                                                       | -                                                                       | -                                                                       | -                                                                       | -                                                                       | -                                                                       | 33                                                                      | -                                                                       | 33                                                                      | -                                                                       | -                                                                       | -                                                                       | 35                                                                      | 32                                                                      | -                                                                       | 35                                                                      | -                                                                       | 29                                                                      | -                                                                       | -                                                                       | 38                                                                      | -                                                                       | -                                                                       | 36                                                                      | -                                                                       | 30                                                                      | -                                                                       | 36                                                                      |                                                                         |                                                                         |                                                                         |                                                                         |                                                                         |
|                                                                         | Timmy Hill (en)                                                         | -                                                                       | -                                                                       | -                                                                       | -                                                                       | -                                                                       | -                                                                       | -                                                                       | -                                                                       | -                                                                       | 38                                                                      | 35                                                                      | -                                                                       | -                                                                       | -                                                                       | 39                                                                      | -                                                                       | -                                                                       | -                                                                       | -                                                                       | -                                                                       | -                                                                       | -                                                                       | -                                                                       | -                                                                       | -                                                                       | -                                                                       | -                                                                       | -                                                                       | -                                                                       | -                                                                       | -                                                                       | 30                                                                      | -                                                                       | -                                                                       | 39                                                                      | 34                                                                      | 37                                                                      | -                                                                       | 33                                                                      |                                                                         |                                                                         |                                                                         |                                                                         |                                                                         |
|                                                                         | Jeb Burton (en)                                                         | -                                                                       | -                                                                       | -                                                                       | -                                                                       | -                                                                       | -                                                                       | -                                                                       | -                                                                       | 35                                                                      | -                                                                       | -                                                                       | 31                                                                      | -                                                                       | -                                                                       | -                                                                       | -                                                                       | -                                                                       | -                                                                       | -                                                                       | -                                                                       | -                                                                       | -                                                                       | -                                                                       | -                                                                       | -                                                                       | -                                                                       | -                                                                       | -                                                                       | -                                                                       | -                                                                       | -                                                                       | -                                                                       | -                                                                       | -                                                                       | -                                                                       | -                                                                       | -                                                                       | -                                                                       | -                                                                       |                                                                         |                                                                         |                                                                         |                                                                         |                                                                         |
|                                                                         | Kyle Weatherman (en)                                                    | -                                                                       | -                                                                       | -                                                                       | -                                                                       | -                                                                       | -                                                                       | -                                                                       | -                                                                       | -                                                                       | -                                                                       | -                                                                       | -                                                                       | -                                                                       | -                                                                       | -                                                                       | -                                                                       | -                                                                       | 36                                                                      | QL                                                                      | -                                                                       | -                                                                       | -                                                                       | -                                                                       | -                                                                       | -                                                                       | -                                                                       | 31                                                                      | -                                                                       | -                                                                       | -                                                                       | -                                                                       | -                                                                       | -                                                                       | -                                                                       | -                                                                       | -                                                                       | -                                                                       | -                                                                       | -                                                                       |                                                                         |                                                                         |                                                                         |                                                                         |                                                                         |
|                                                                         | D. J. Kennington                                                        | -                                                                       | -                                                                       | -                                                                       | -                                                                       | -                                                                       | -                                                                       | -                                                                       | -                                                                       | 32                                                                      | -                                                                       | -                                                                       | -                                                                       | -                                                                       | -                                                                       | -                                                                       | -                                                                       | -                                                                       | -                                                                       | -                                                                       | -                                                                       | -                                                                       | -                                                                       | -                                                                       | -                                                                       | -                                                                       | -                                                                       | -                                                                       | -                                                                       | -                                                                       | -                                                                       | -                                                                       | -                                                                       | -                                                                       | -                                                                       | -                                                                       | -                                                                       | -                                                                       | -                                                                       | -                                                                       |                                                                         |                                                                         |                                                                         |                                                                         |                                                                         |
|                                                                         | Spencer Boyd (en)                                                       | -                                                                       | -                                                                       | -                                                                       | -                                                                       | -                                                                       | -                                                                       | -                                                                       | -                                                                       | -                                                                       | -                                                                       | -                                                                       | -                                                                       | -                                                                       | -                                                                       | -                                                                       | -                                                                       | -                                                                       | -                                                                       | -                                                                       | -                                                                       | -                                                                       | -                                                                       | -                                                                       | -                                                                       | -                                                                       | 38                                                                      | -                                                                       | -                                                                       | -                                                                       | -                                                                       | 34                                                                      | -                                                                       | -                                                                       | -                                                                       | 40                                                                      | -                                                                       | -                                                                       | -                                                                       | -                                                                       |                                                                         |                                                                         |                                                                         |                                                                         |                                                                         |
|                                                                         | Gray Gaulding (en)                                                      | -                                                                       | -                                                                       | -                                                                       | -                                                                       | -                                                                       | -                                                                       | -                                                                       | -                                                                       | -                                                                       | -                                                                       | 36                                                                      | -                                                                       | -                                                                       | -                                                                       | -                                                                       | -                                                                       | -                                                                       | -                                                                       | -                                                                       | -                                                                       | -                                                                       | -                                                                       | -                                                                       | -                                                                       | -                                                                       | -                                                                       | -                                                                       | -                                                                       | -                                                                       | -                                                                       | -                                                                       | -                                                                       | -                                                                       | -                                                                       | -                                                                       | -                                                                       | -                                                                       | -                                                                       | -                                                                       |                                                                         |                                                                         |                                                                         |                                                                         |                                                                         |
|                                                                         | Ryan Truex (en)                                                         | -                                                                       | -                                                                       | -                                                                       | DNQ                                                                     | -                                                                       | -                                                                       | -                                                                       | -                                                                       | -                                                                       | -                                                                       | -                                                                       | -                                                                       | -                                                                       | -                                                                       | -                                                                       | -                                                                       | -                                                                       | -                                                                       | -                                                                       | -                                                                       | -                                                                       | -                                                                       | -                                                                       | -                                                                       | -                                                                       | -                                                                       | -                                                                       | -                                                                       | -                                                                       | -                                                                       | -                                                                       | -                                                                       | -                                                                       | -                                                                       | -                                                                       | -                                                                       |                                                                         | -                                                                       | -                                                                       |                                                                         |                                                                         |                                                                         |                                                                         |                                                                         |
| Pos.                                                                    | Pilote                                                                  | Pts                                                                     | Seg                                                                     | Bonus                                                                   | DAY                                                                     | ATL                                                                     | LAS                                                                     | ISM                                                                     | FON                                                                     | MAR                                                                     | TEX                                                                     | BRI                                                                     | RCH                                                                     | TAL                                                                     | DOV                                                                     | KAN                                                                     | CHA                                                                     | POC                                                                     | MCH                                                                     | SON                                                                     | CHI                                                                     | DAY                                                                     | KEN                                                                     | NHA                                                                     | POC                                                                     | GLN                                                                     | MCH                                                                     | BRI                                                                     | DAR                                                                     | IND                                                                     | LAS                                                                     | RIC                                                                     | CHA                                                                     | DOV                                                                     | TAL                                                                     | KAN                                                                     | MAR                                                                     | TEX                                                                     | PHO                                                                     |                                                                         |                                                                         |                                                                         |                                                                         |                                                                         |                                                                         |

### Classement des manufacturiers
| Pos | Constructeurs | Victoires | Points |
| --- | ------------- | --------- | ------ |
| 1   | Toyota        | 19        | 1 318  |
| 2   | Ford          | 10        | 1 268  |
| 3   | Chevrolet     | 7         | 1 222  |

Note : Il n'y a que les 16 premières places de chaque course qui rapportent des points.